# Art déco en Estados Unidos

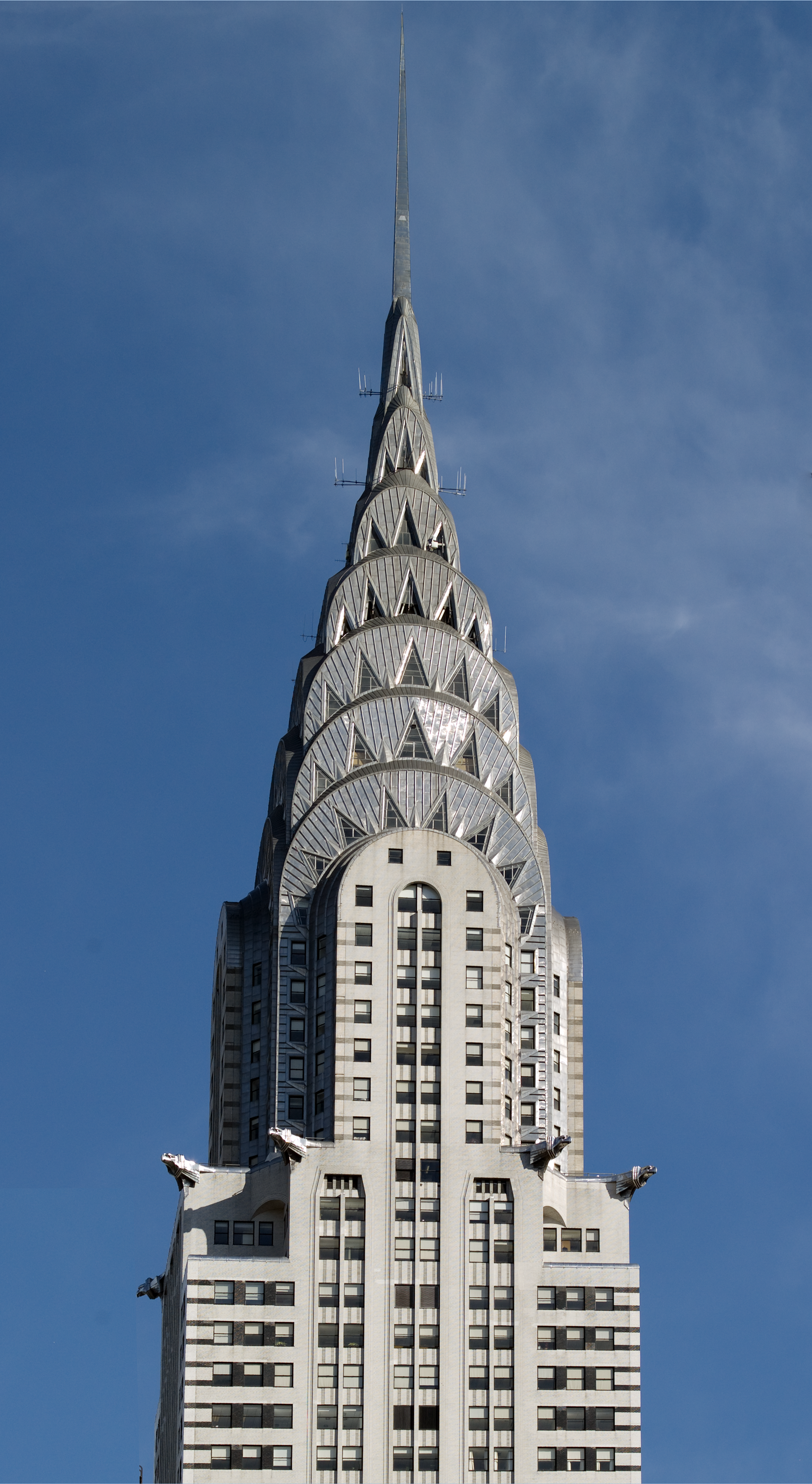
El Chrysler Building de Nueva York (1928), un ejemplo clásico de la arquitectura Art déco.

El Estilo Art déco, que se originó en Francia justo antes de la Primera Guerra Mundial, tuvo un impacto importante en la arquitectura y el diseño de los Estados Unidos en las décadas de 1920 y 1930. Los ejemplos más famosos fueron los rascacielos de Nueva York, incluidos el Empire State Building, el Edificio Chrysler y el Rockefeller Center en Nueva York. Combinó la estética moderna, la artesanía fina y los materiales costosos, y se convirtió en el símbolo del lujo y la modernidad. Si bien rara vez se usa en residencias, se usaba con frecuencia para edificios de oficinas, edificios gubernamentales, estaciones de tren, cines, restaurantes y tiendas departamentales. También se usaba con frecuencia en muebles y en el diseño de automóviles, transatlánticos y objetos cotidianos como tostadoras y aparatos de radio. A finales de la década de 1930, durante la Gran Depresión, ocupó un lugar destacado en la arquitectura de los inmensos proyectos de obras públicas patrocinados por la Works Progress Administration y la Public Works Administration, como el puente Golden Gate y la Presa Hoover. El estilo compitió durante todo el período con la arquitectura modernista y tuvo un final abrupto en 1939 con el comienzo de la Segunda Guerra Mundial. El estilo fue redescubierto en la década de 1960, y muchos de los edificios originales se han restaurado y ahora son hitos históricos.

## Arquitectura

### Rascacielos

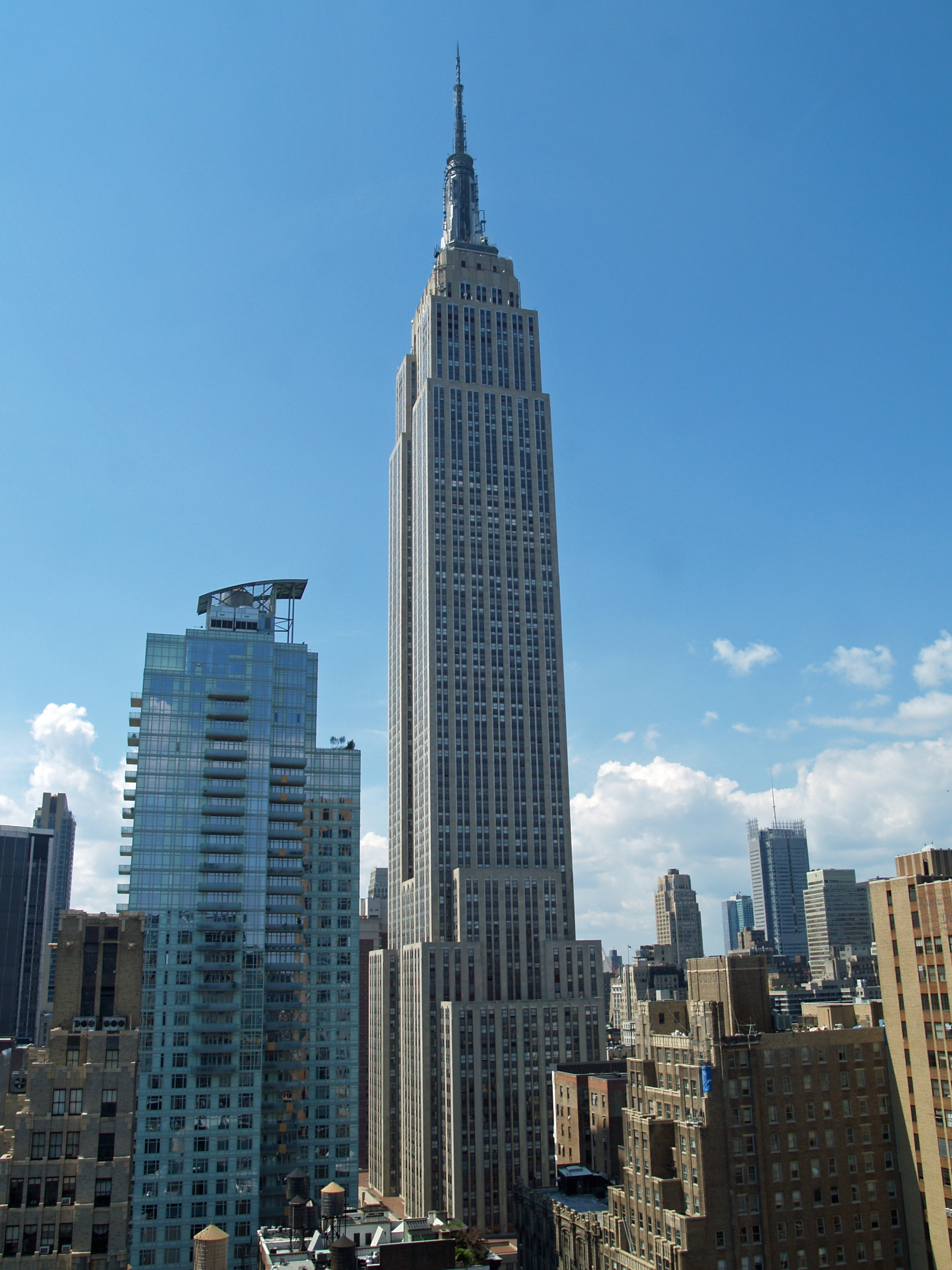
El Empire State Building, Nueva York (1931).
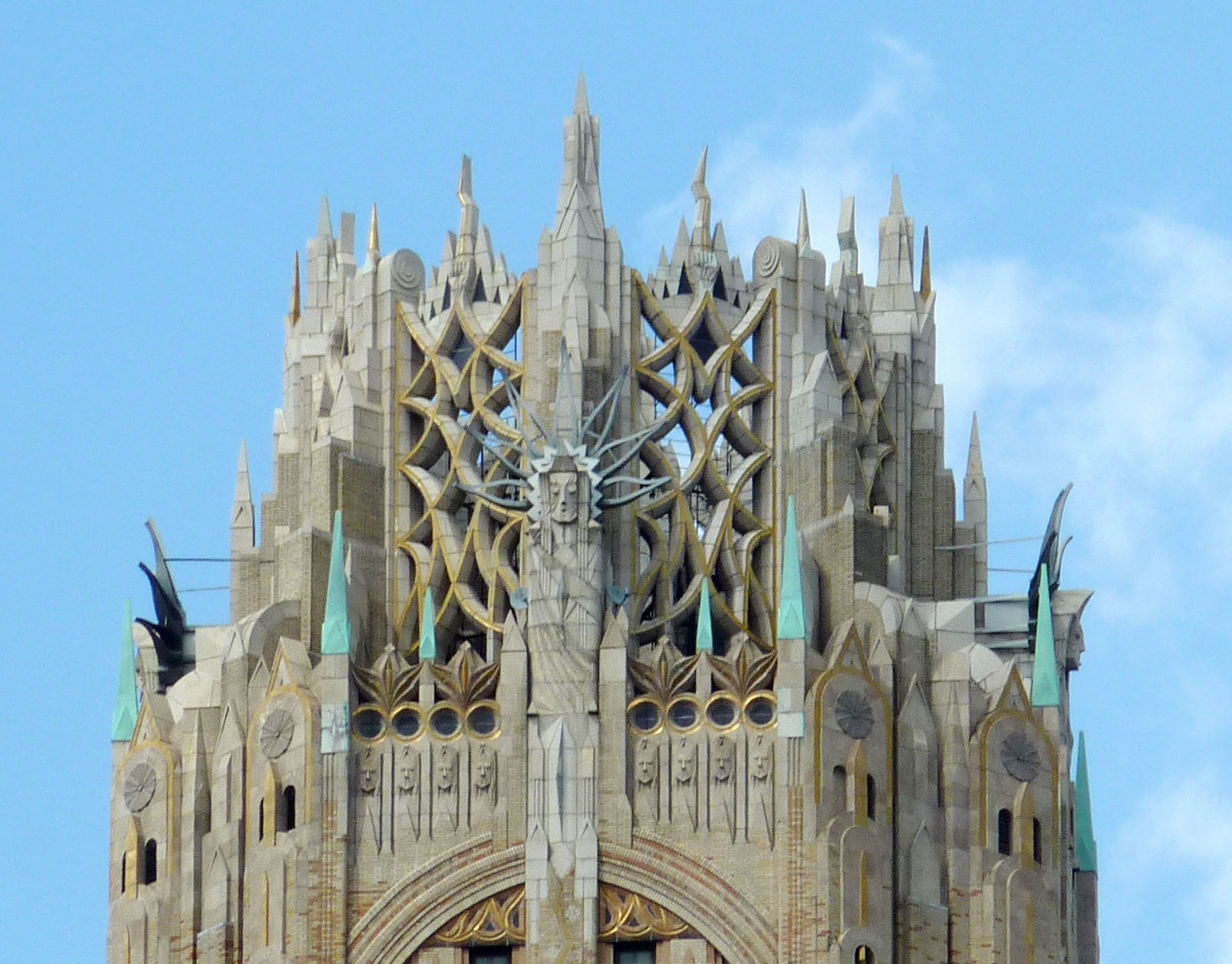
Corona del General Electric Building, Nueva York (1930-1931).
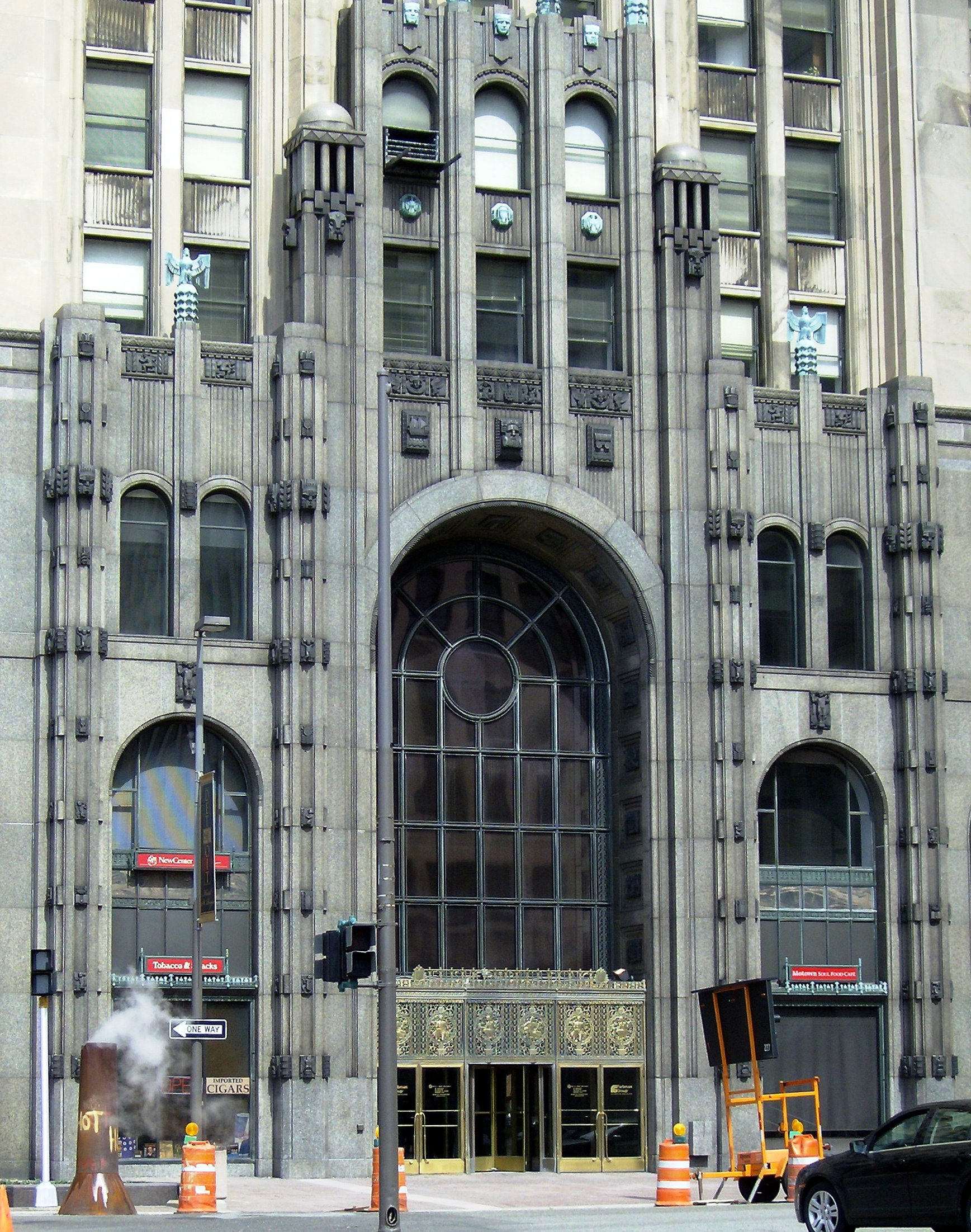
Entrada del Fisher Building, Detroit, Michigan (1928).
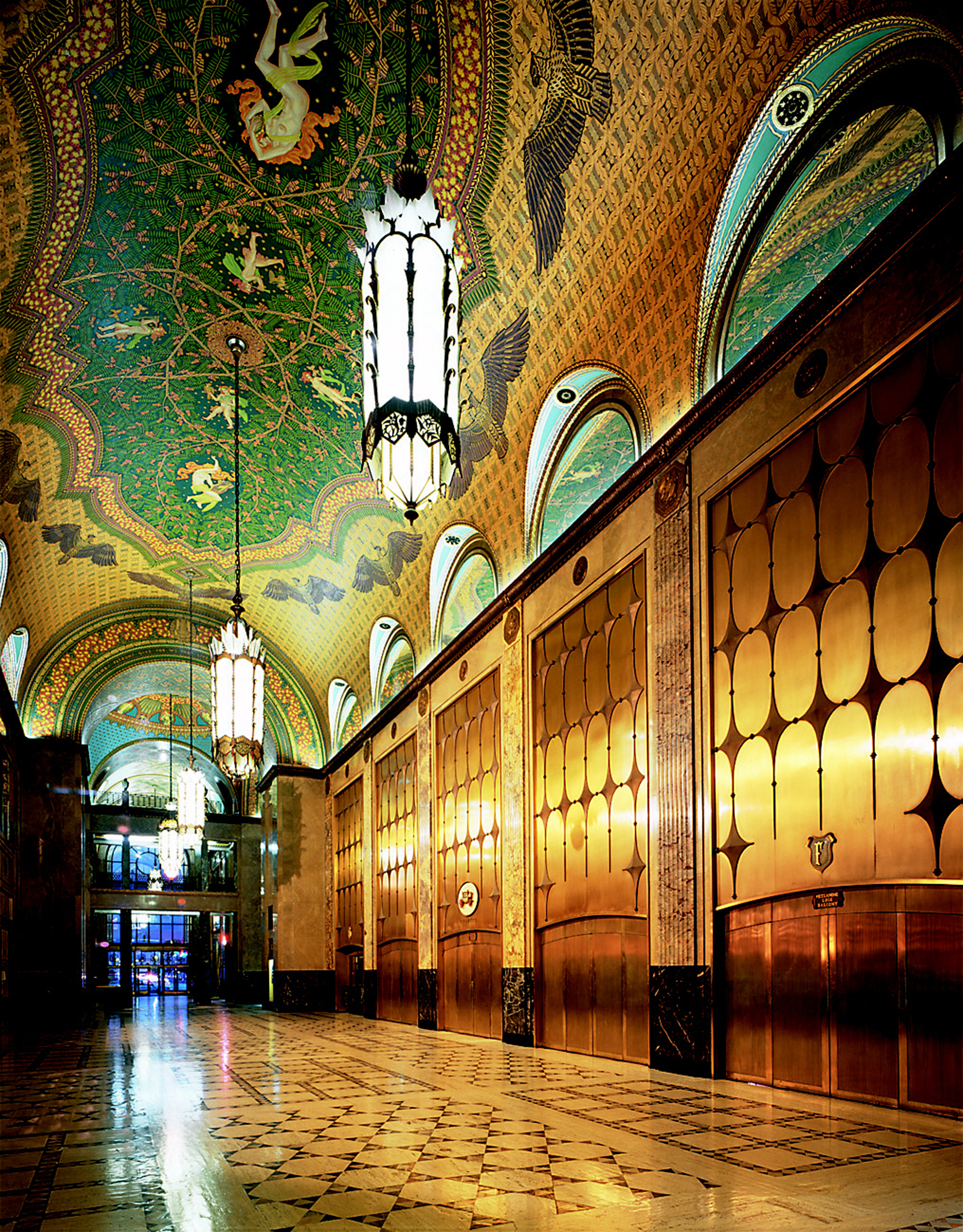
Vestíbulo del Fisher Building, Detroit, Michigan, (1928).
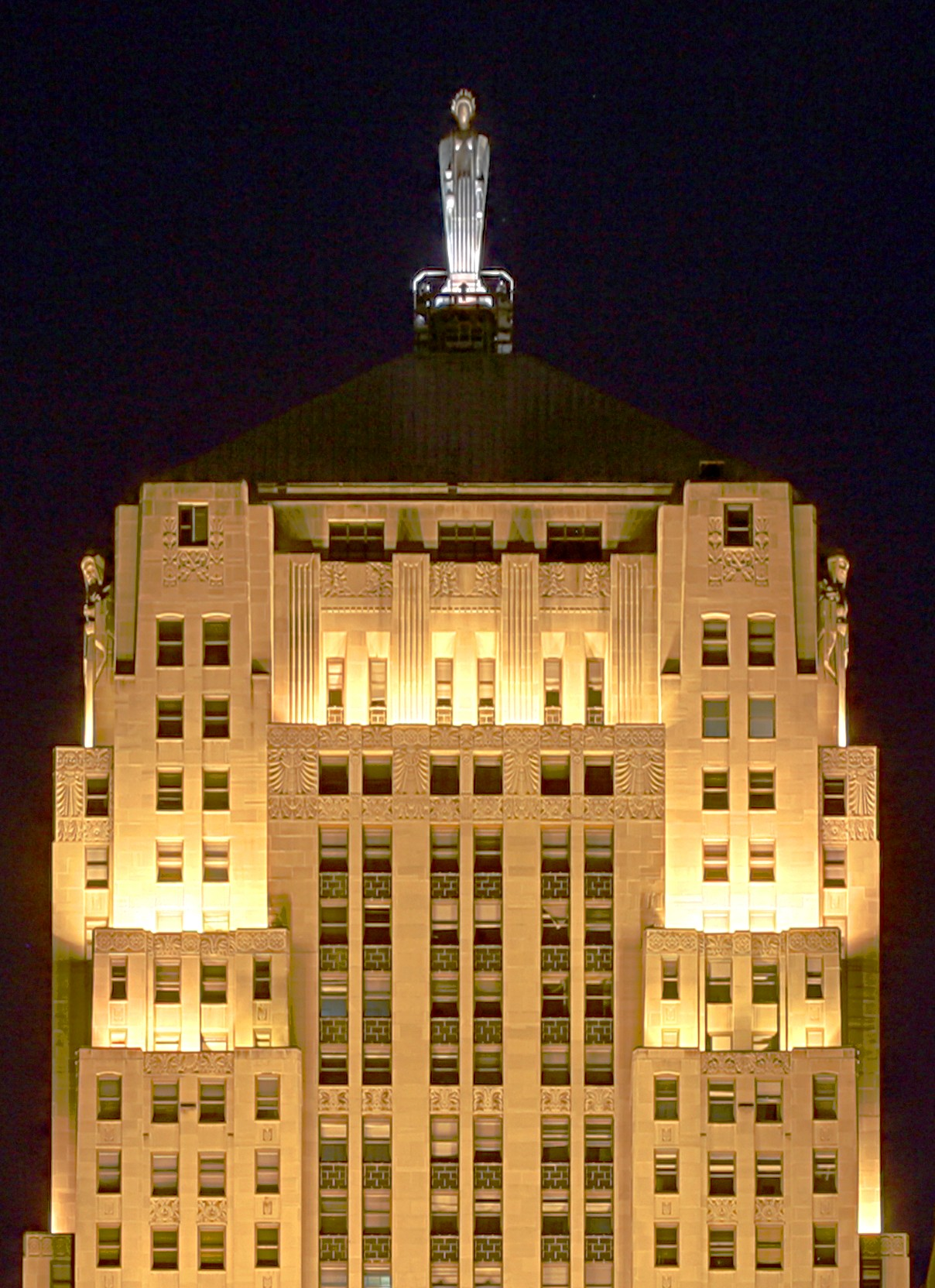
Chicago Board of Trade Building, Chicago, Illinois (1930).
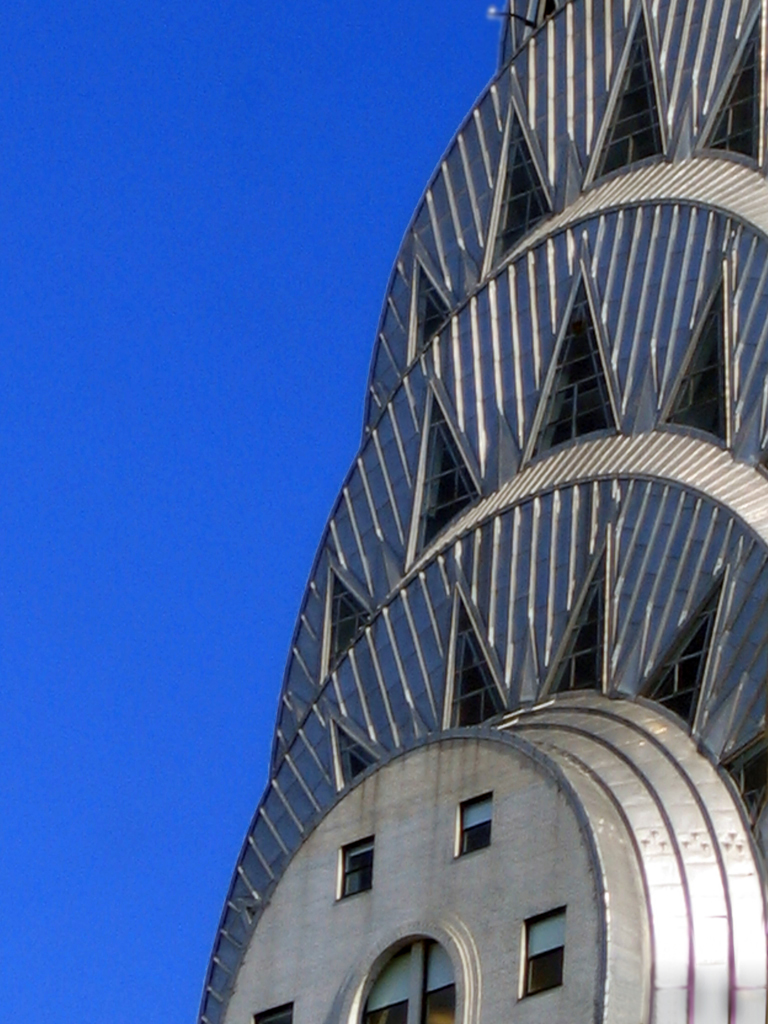
Decoración de la corona del Chrysler Building, Nueva York (1928).
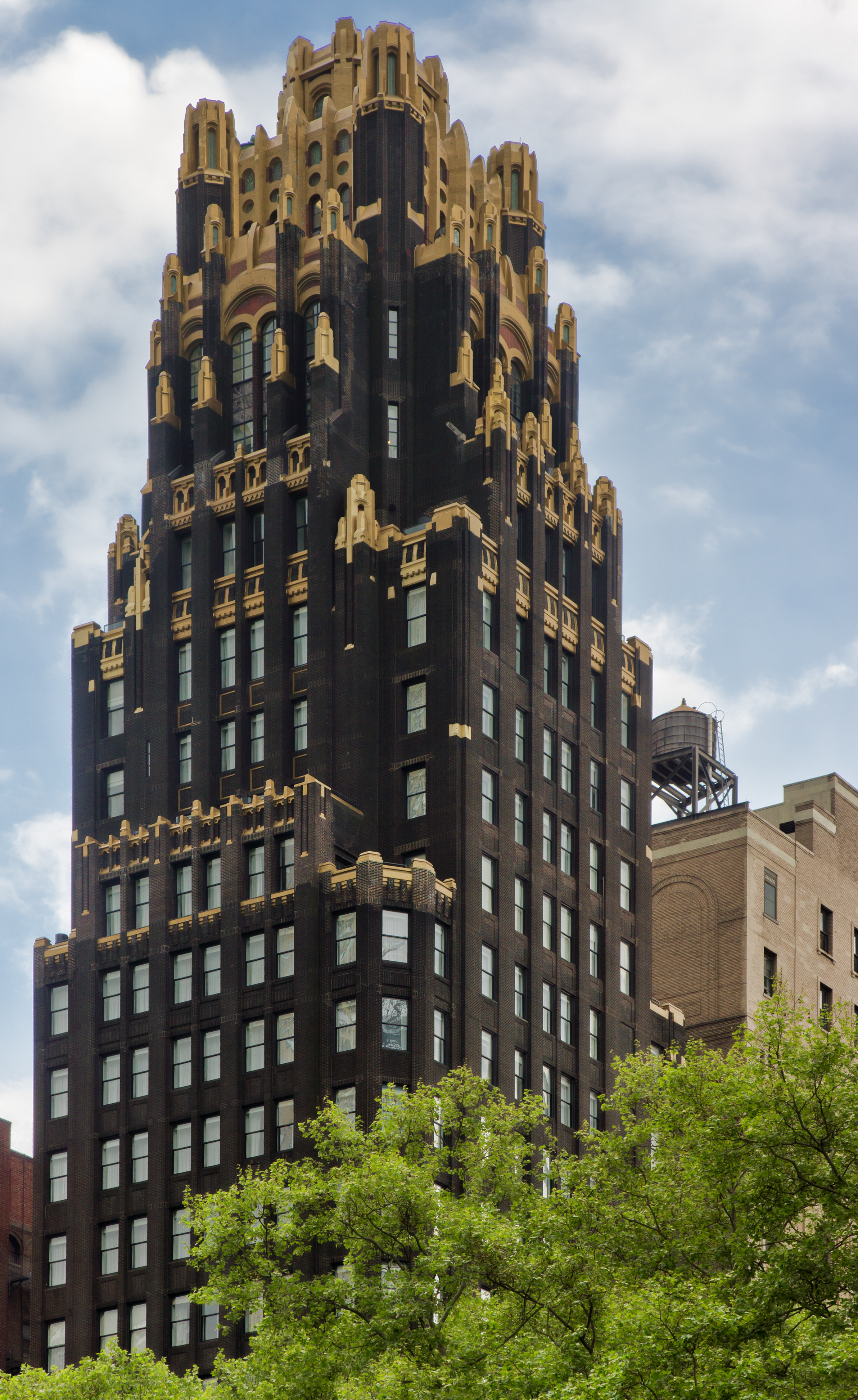
El American Radiator Building, Nueva York por Raymond Hood (1924).
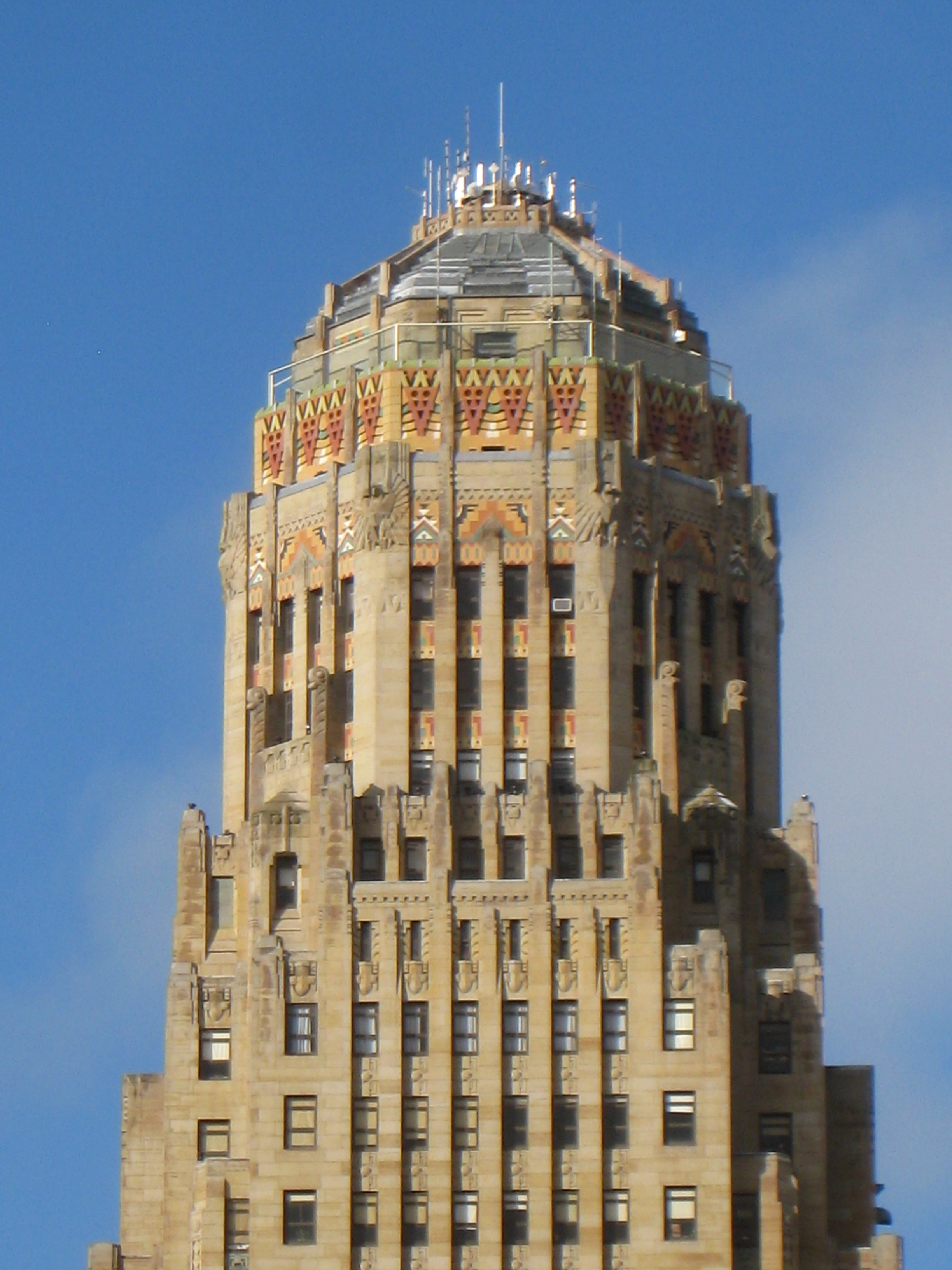
Ayuntamiento de Búfalo, Búfalo, Nueva York (1931).
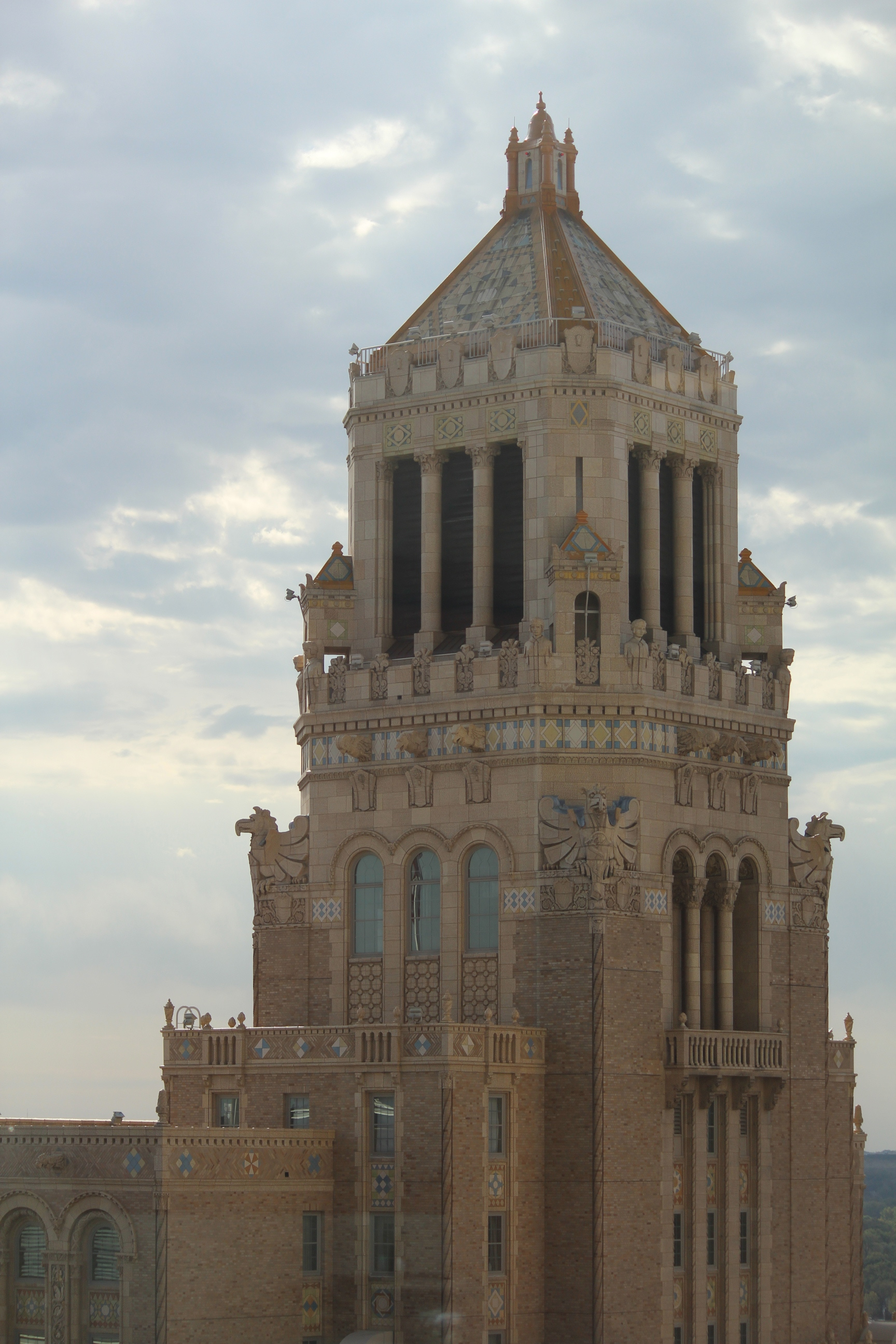
Plummer Building, Mayo Clinic, Rochester, Minnesota (1928).
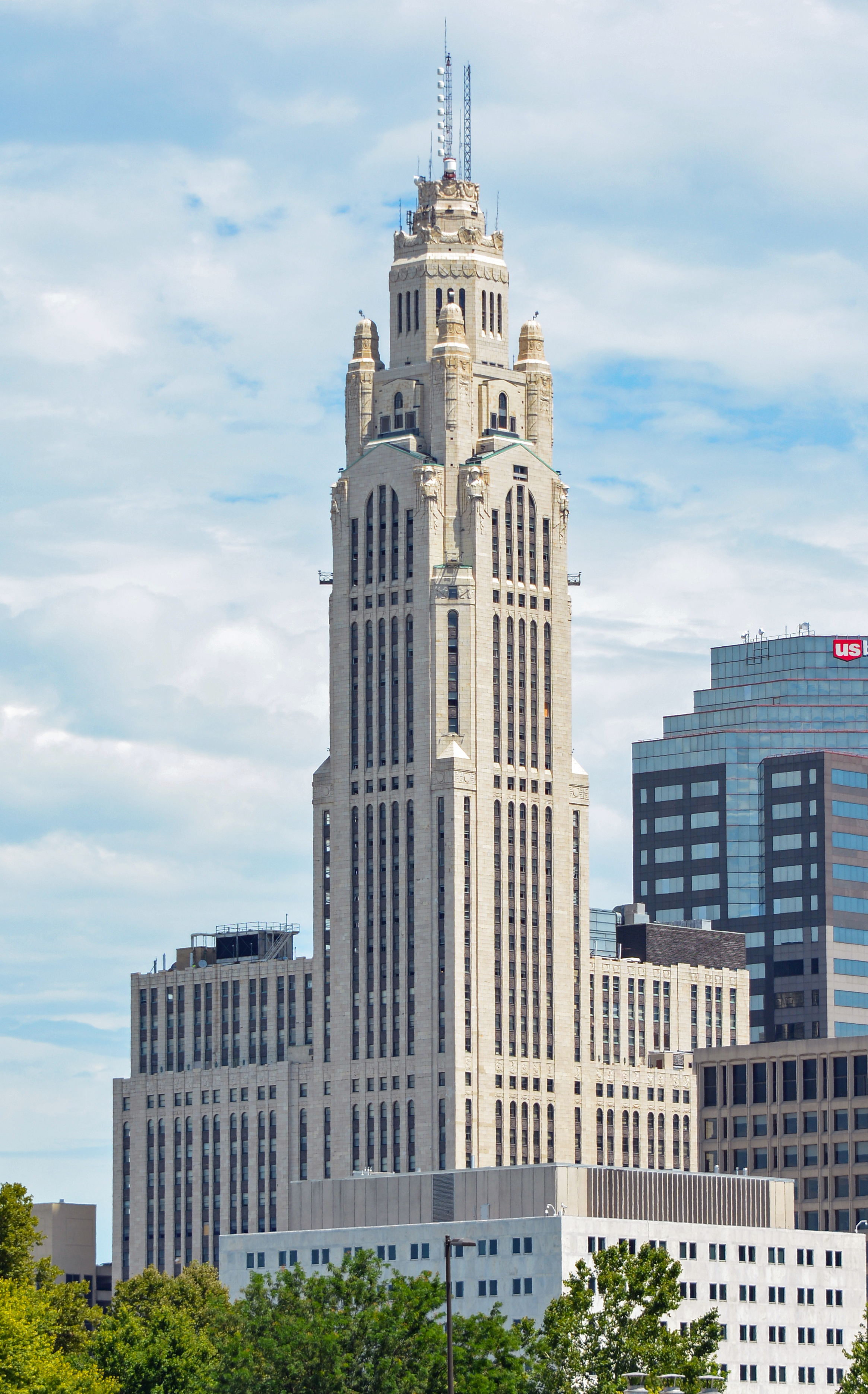
LeVeque Tower, Columbus, Ohio (1924).
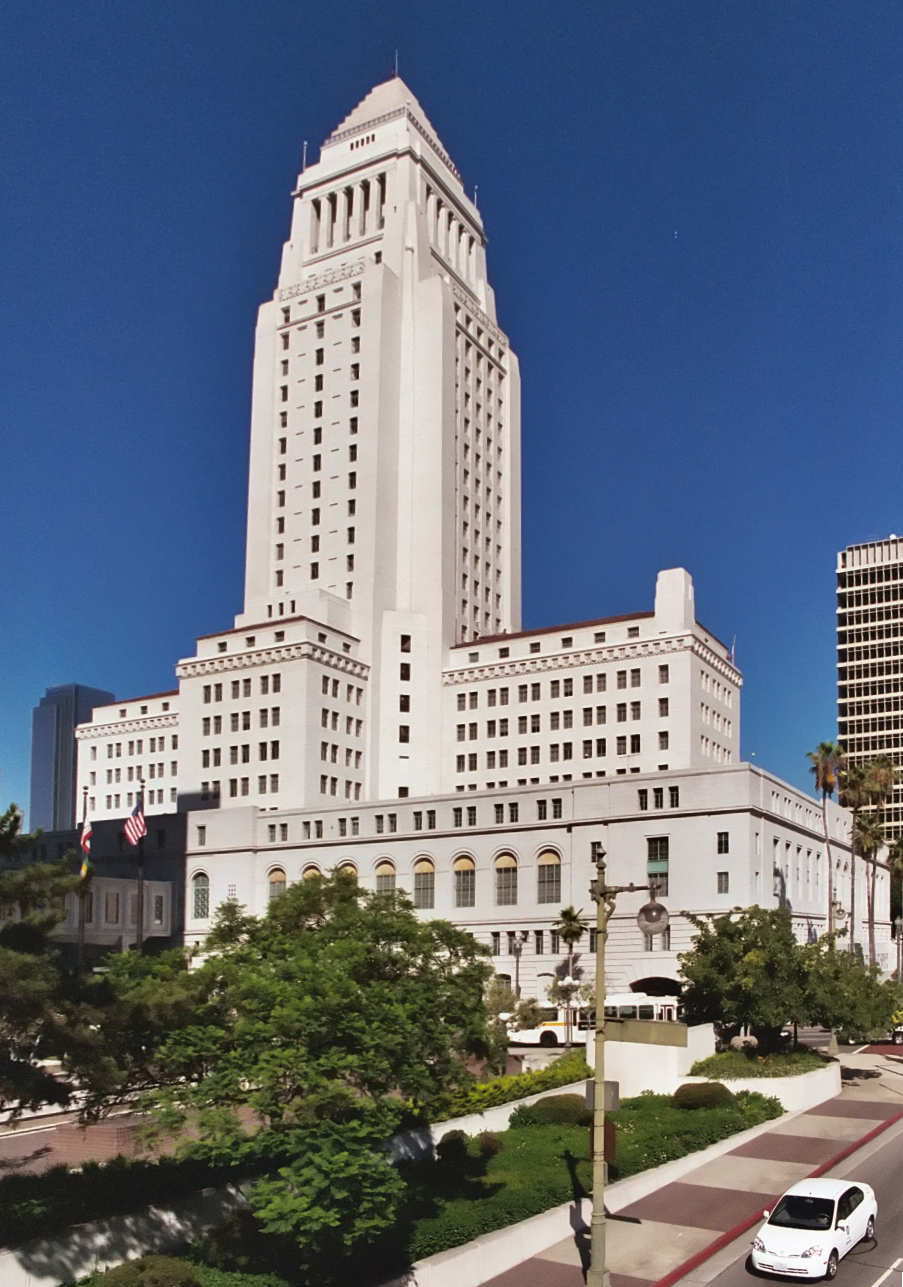
Ayuntamiento de Los Ángeles, Los Ángeles, California (1928).

El estilo Art déco había nacido en París, pero en esa ciudad no se permitían edificios que fueran más altos que la Catedral de Notre Dame (con la única excepción de la Torre Eiffel). Como resultado, Estados Unidos pronto tomó la delantera en la construcción de edificios altos. Los primeros rascacielos se construyeron en Chicago en la década de 1880 en estilo Beaux Arts y Neoclásico. En la década de 1920, los arquitectos de Nueva York utilizaron el nuevo estilo Art déco para construir el Chrysler Building y el Empire State Building. El Empire State fue el edificio más alto del mundo durante cuarenta años.
La decoración del interior y exterior de los rascacielos fue clásica Art déco, con formas geométricas y patrones en zigzag. El edificio Chrysler, de William van Alen (1928–30), actualizó las gárgolas tradicionales de las catedrales góticas con esculturas en las esquinas del edificio en forma de adornos de radiador Chrysler.
Otro hito importante del estilo fue el RCA Victor Building (ahora General Electric Building), de John Walter Cross. Estaba cubierto de arriba abajo con zig-zags y patrones geométricos, y tenía una corona muy ornamental con agujas geométricas y relámpagos de piedra. El exterior contó con esculturas en bajorrelieve de Leo Friedlander y Lee Lawrie, y un mosaico de Barry Faulkner que requirió más de un millón de piezas de esmalte y vidrio.
Si bien el estilo Art déco de rascacielos se usó principalmente para edificios de oficinas corporativas, también se hizo popular para los edificios gubernamentales, ya que todas las oficinas de la ciudad podían estar ubicadas en un edificio en una cantidad mínima de terreno. Los ayuntamientos de Los Ángeles y Búfalo se construyeron en el estilo, así como el nuevo edificio del capitolio del Estado de Luisiana.

### Salas de cine

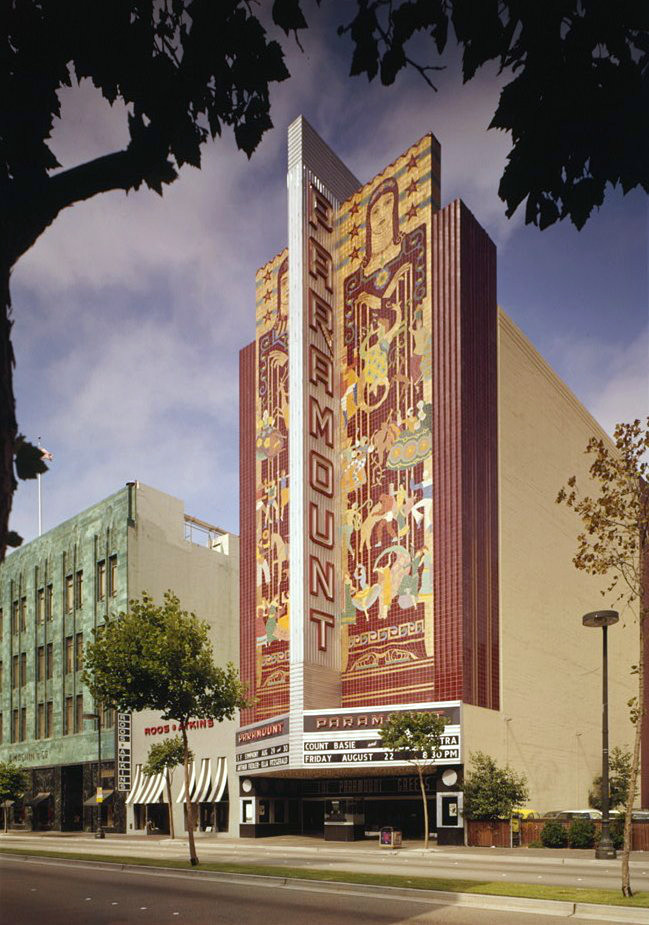
El Paramount Theatre en Oakland, California (1932).
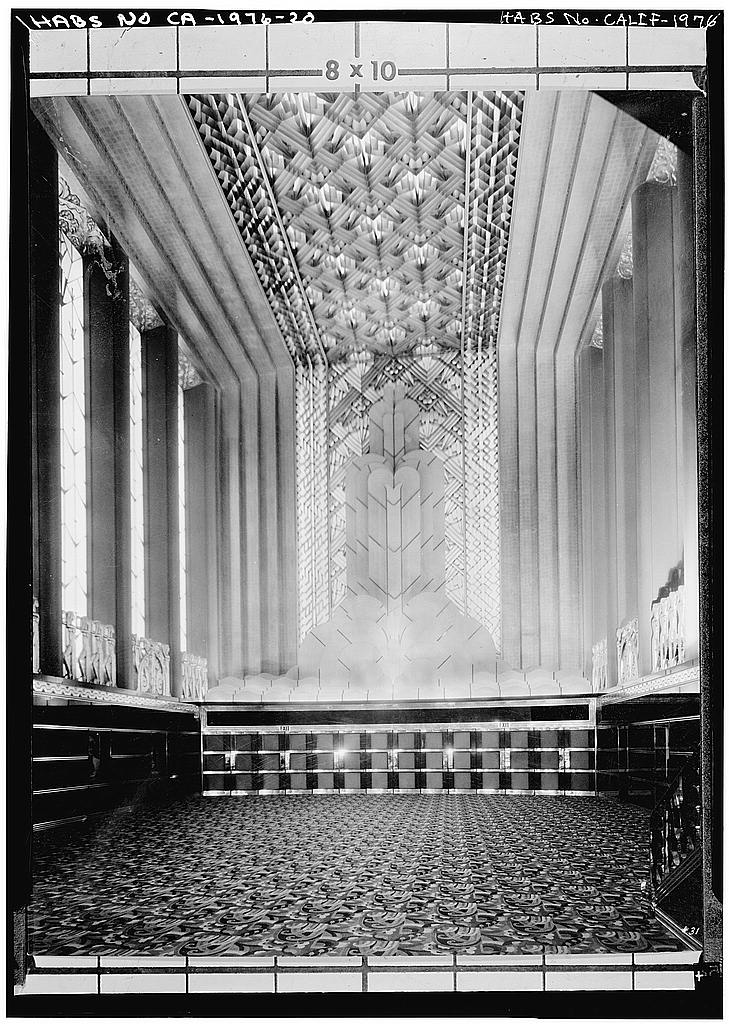
Gran vestíbulo de cuatro pisos del Paramount Theatre, Oakland (1932).
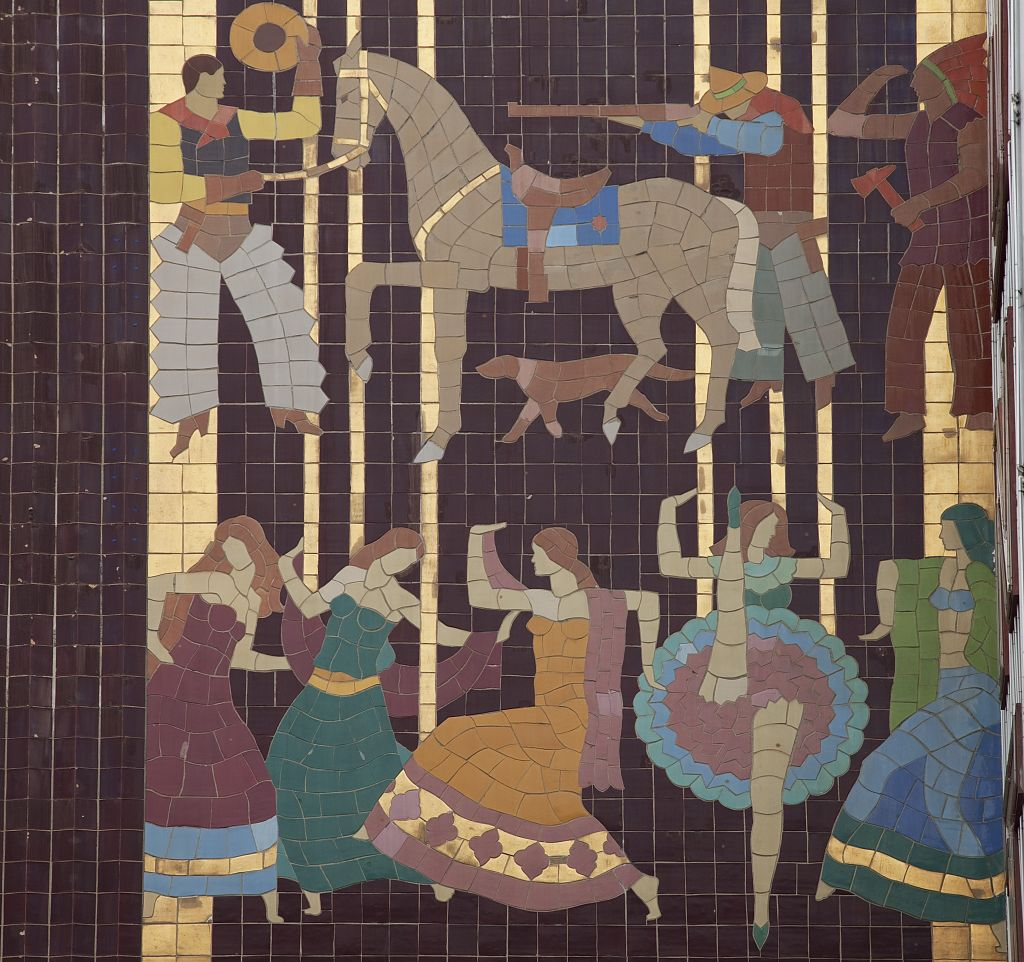
Detalle de la fachada de mosaico del Paramount Theatre, Oakland (1932).
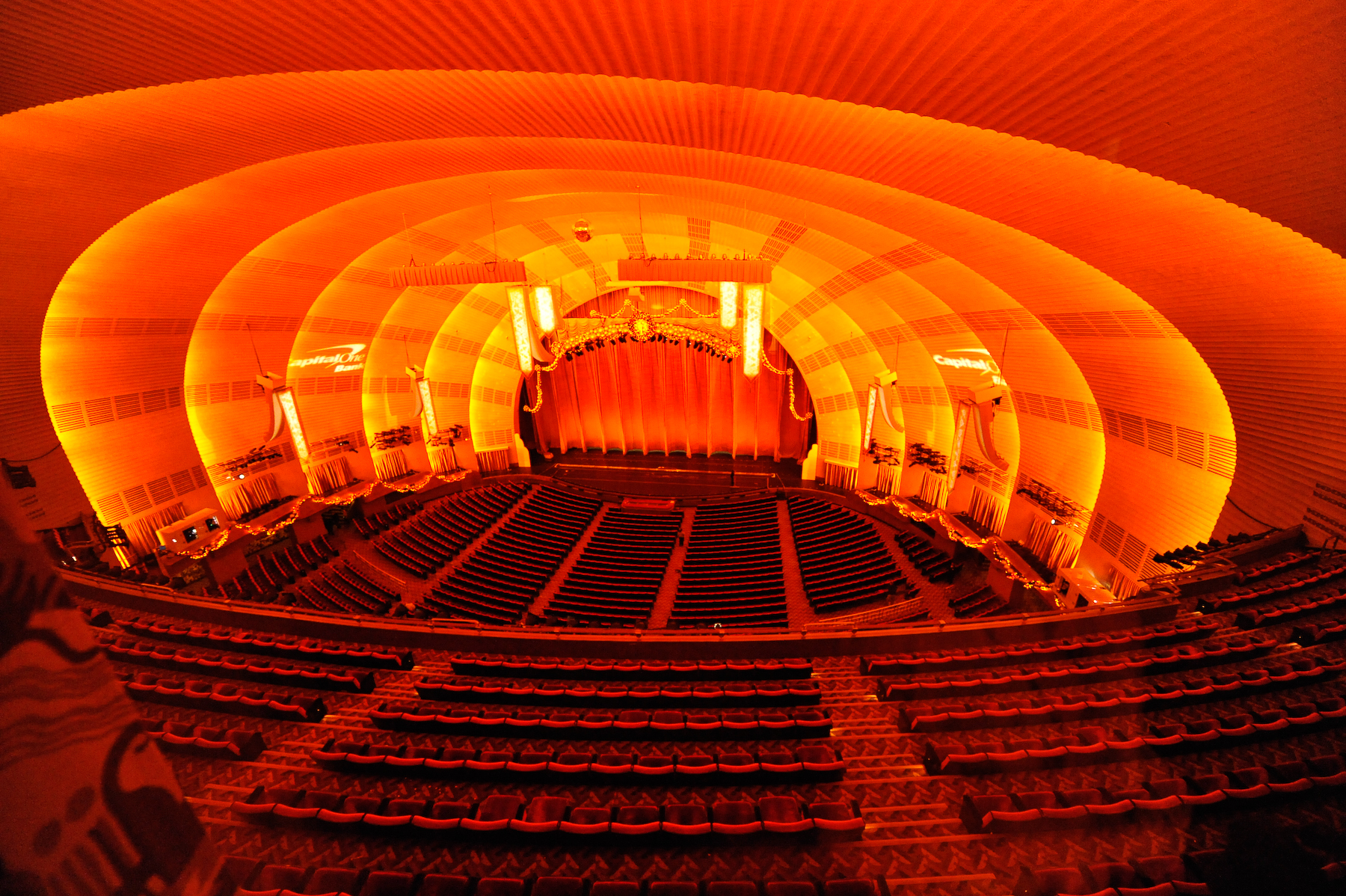
El escenario del Radio City Music Hall en Nueva York (1932).

Otro género importante de edificios Art déco es el cine. El período Art déco coincidió con el nacimiento de la película hablante y la era de los cines enormes y profusamente decorados. Muchas de estas salas de cine aún sobreviven, aunque muchas se han dividido en el interior en salas de proyección más pequeñas.
Entre los ejemplos más famosos se encuentra el Teatro Paramount en Oakland, California, que tenía un gran vestíbulo de cuatro pisos de altura, entraba por veintisiete puertas y tenía capacidad para 3.746 personas.
El Radio City Music Hall, ubicado dentro del complejo de rascacielos del Rockefeller Center en Nueva York, fue originalmente un teatro para espectáculos cuando se inauguró en 1932, pero rápidamente se transformó en un cine, el más grande de los Estados Unidos. Tiene capacidad para más de cinco mil personas y todavía presenta un espectáculo de bailarines antes de las proyecciones de películas.
En la década de 1930, el estilo aerodinámico apareció en los cines de las ciudades más pequeñas. El cine de Normal, Illinois (1937) es un ejemplo clásico que se conserva.

### Grandes almacenes y edificios de oficinas

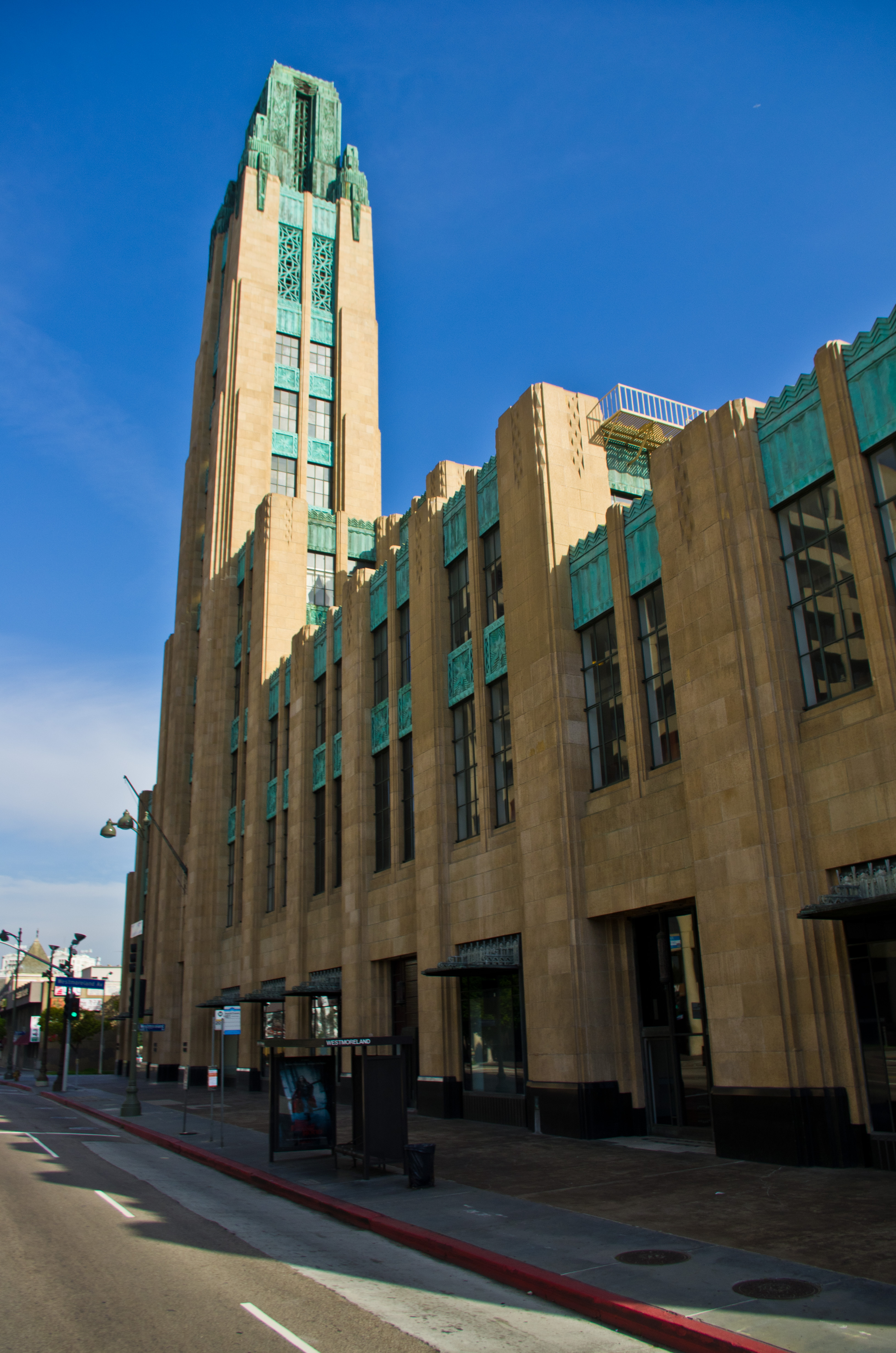
Bullocks Wilshire, Los Ángeles, por John and Donald Parkinson, (1929).
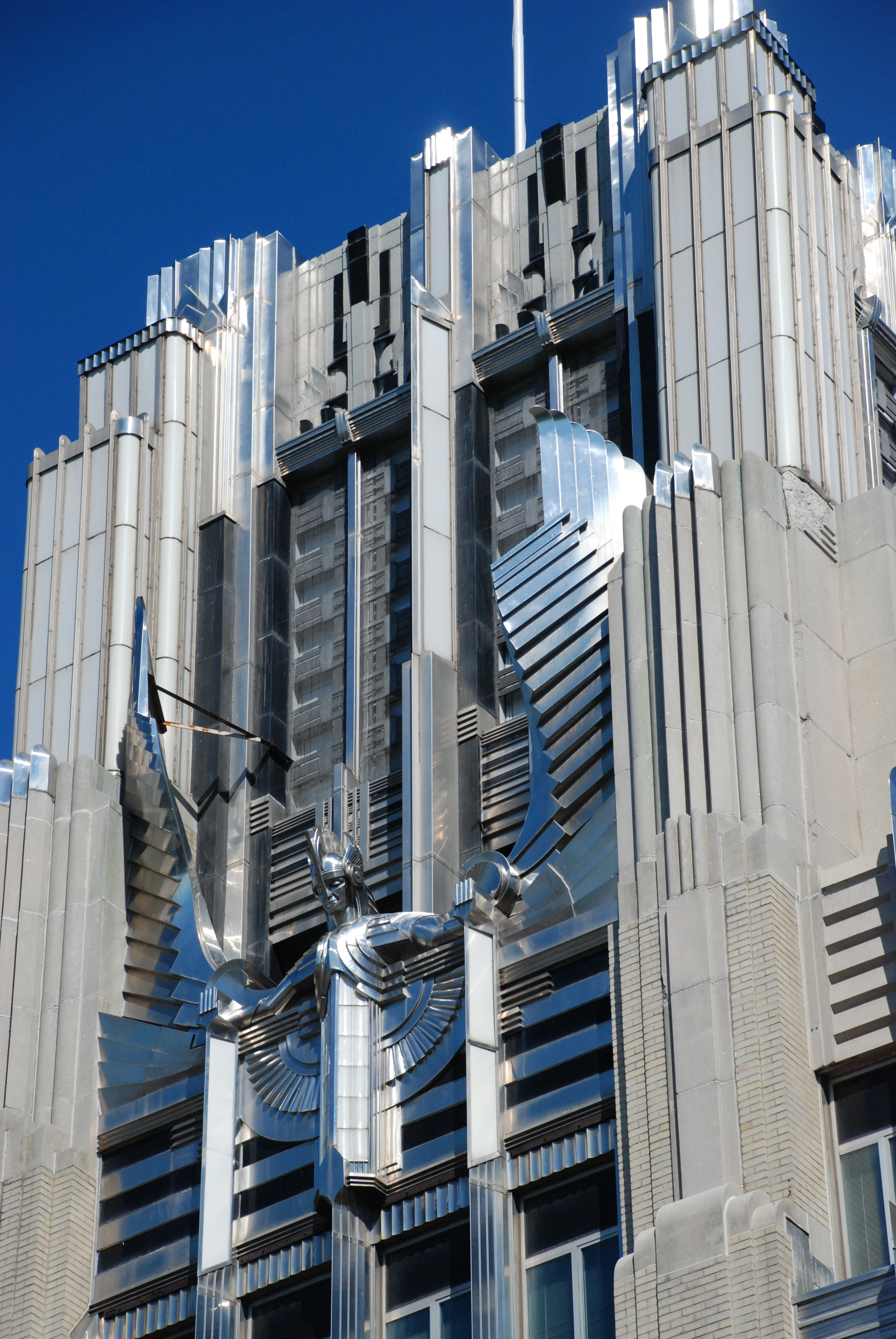
La fachada del Niagara Mohawk Building, Syracuse, Nueva York (1932).
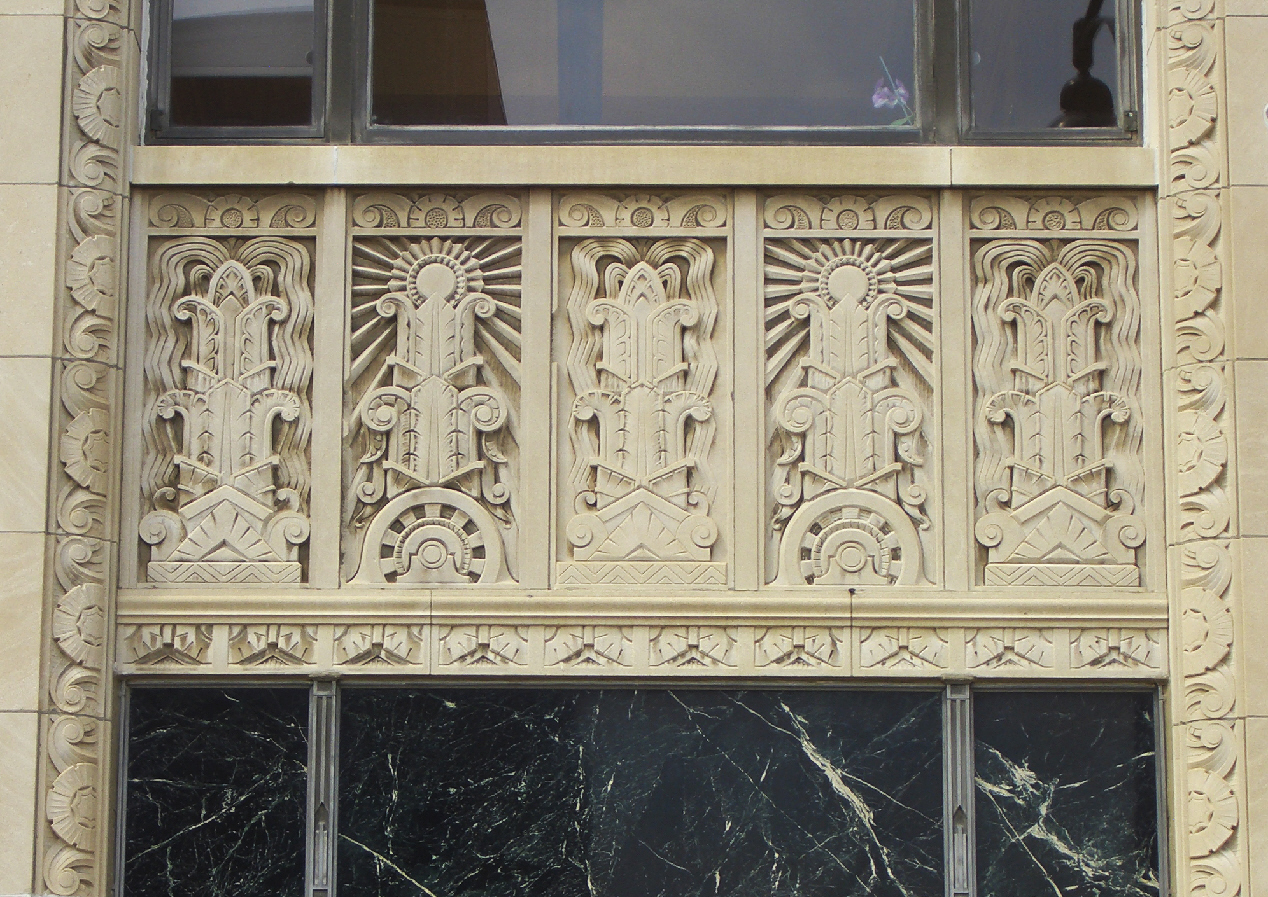
Detalle del Kansas City Power and Light Building, Kansas City, Misuri (1931).
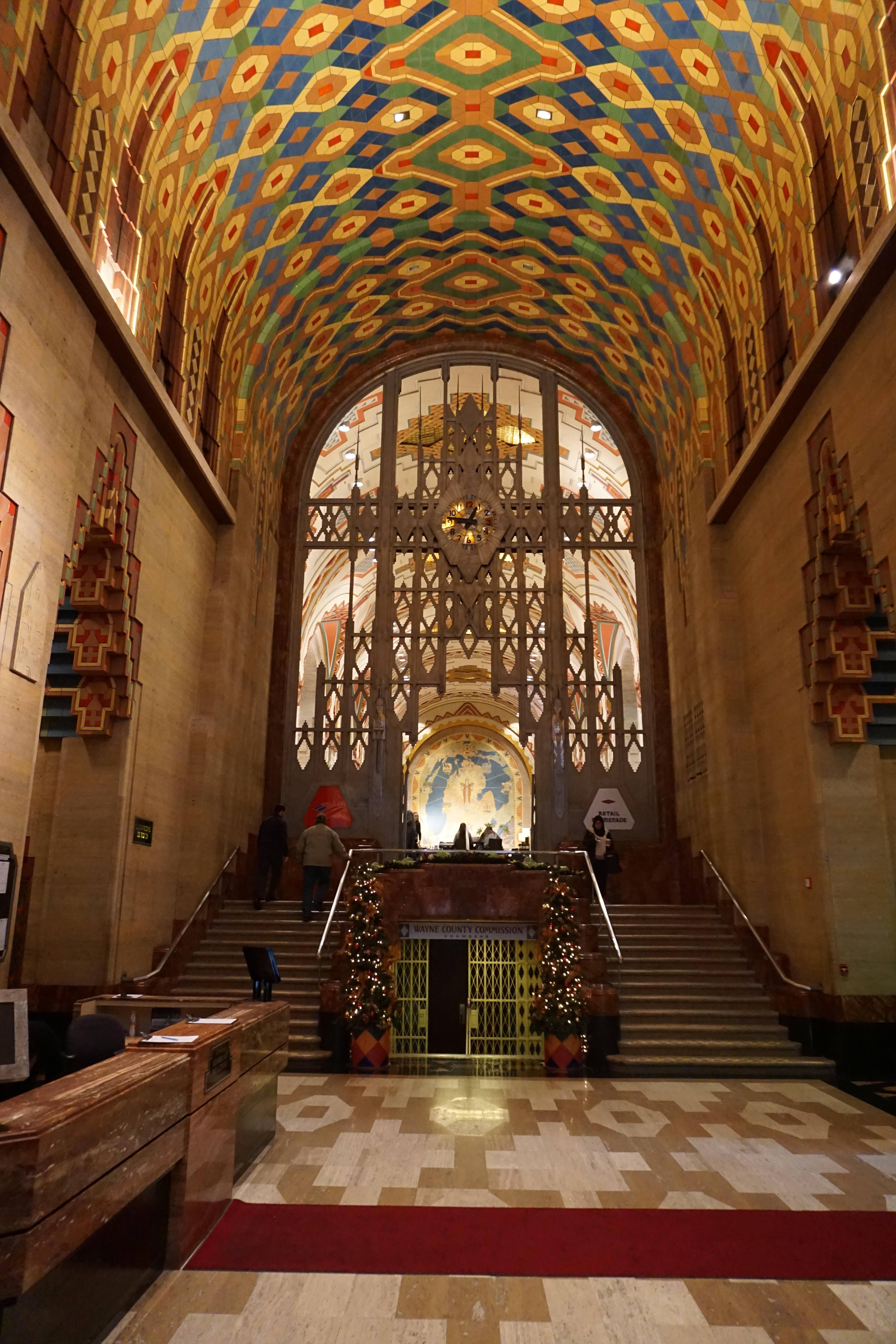
Interior del Guardian Building (originalmente el edificio Union Trust) en Detroit, Michigan (1928).
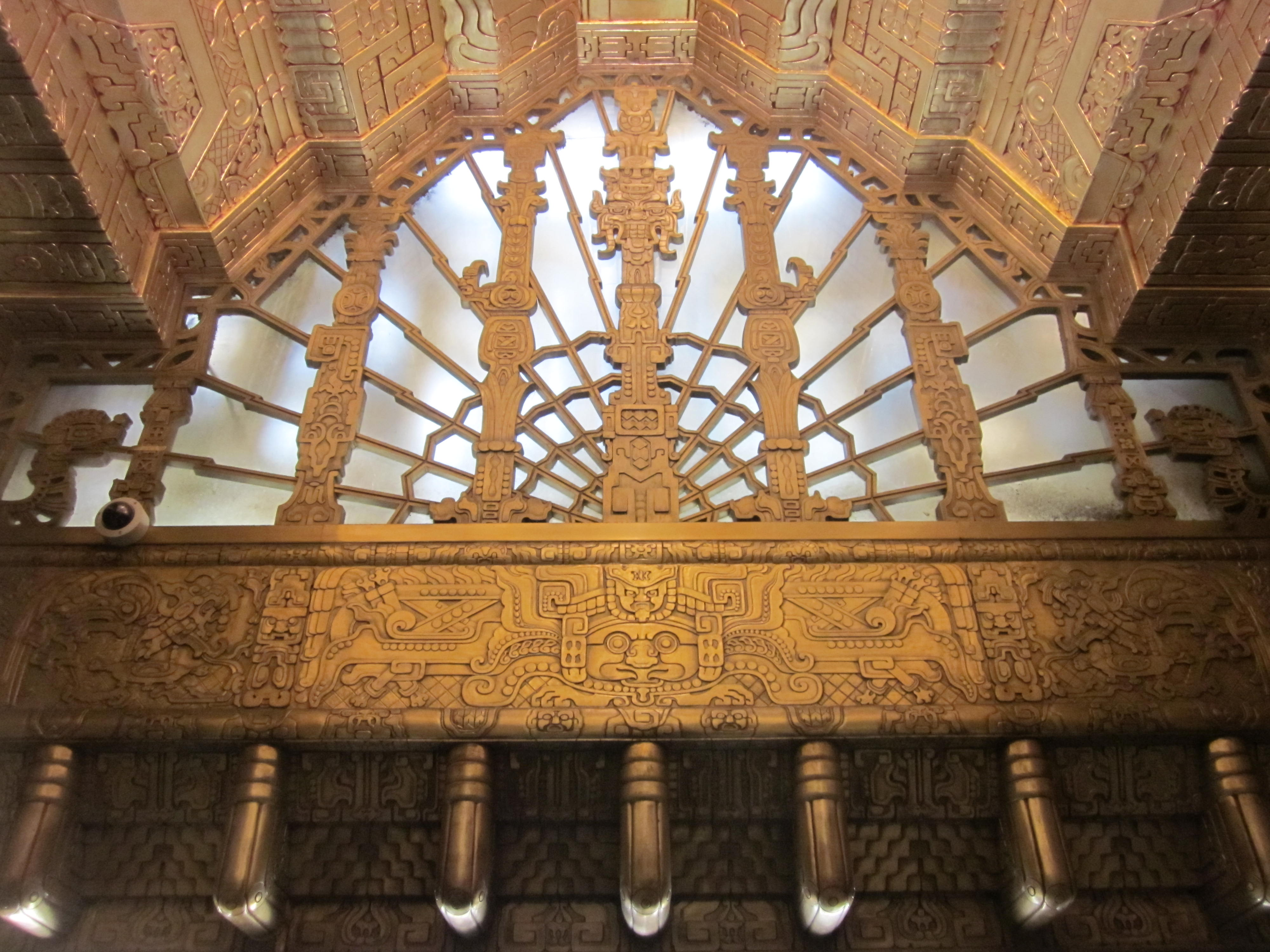
Vestíbulo del 450 Sutter Street en San Francisco, por Timothy L. Pflueger (1929).

Siguiendo el ejemplo de los rascacielos de Nueva York, más pequeños en escala pero no menos ambiciosos en diseño, los edificios de oficinas y los grandes almacenes Art déco aparecieron en ciudades de los Estados Unidos. Rara vez fueron construidos por bancos, que querían parecer conservadores, pero a menudo fueron construidos por cadenas minoristas, servicios públicos, compañías automotrices y compañías de tecnología, que querían expresar modernidad y progreso. En Syracuse (Nueva York) se encuentra el Niagara Mohawk Building, terminado en 1932. En su época fue la sede del mayor proveedor de electricidad del país. La fachada, de la firma de Bley and Lyman, fue diseñada para expresar el poder y la modernidad de la electricidad; cuenta con una estatua llamada "El Espíritu de la Luz" de 8,5 metros de altura, fabricada en acero inoxidable, como elemento central de la fachada. El Guardian Building, originalmente el Union Trust Building, es un raro ejemplo de un banco o institución financiera que usa Art déco. Su decoración interior fue tan elaborada que se la conoció como la "Catedral del Comercio".
El arquitecto de San Francisco, Timothy L. Pflueger, conocido por el Teatro Paramount en Oakland, California, fue otro de los defensores de los lujosos interiores Art déco y las fachadas de los edificios de oficinas. El interior de su edificio de oficinas en el centro de San Francisco, 450 Sutter Street, inaugurado en 1929, estaba completamente cubierto con diseños y adornos jeroglíficos, que se asemejaban a un tapiz gigante.

## Streamline moderne

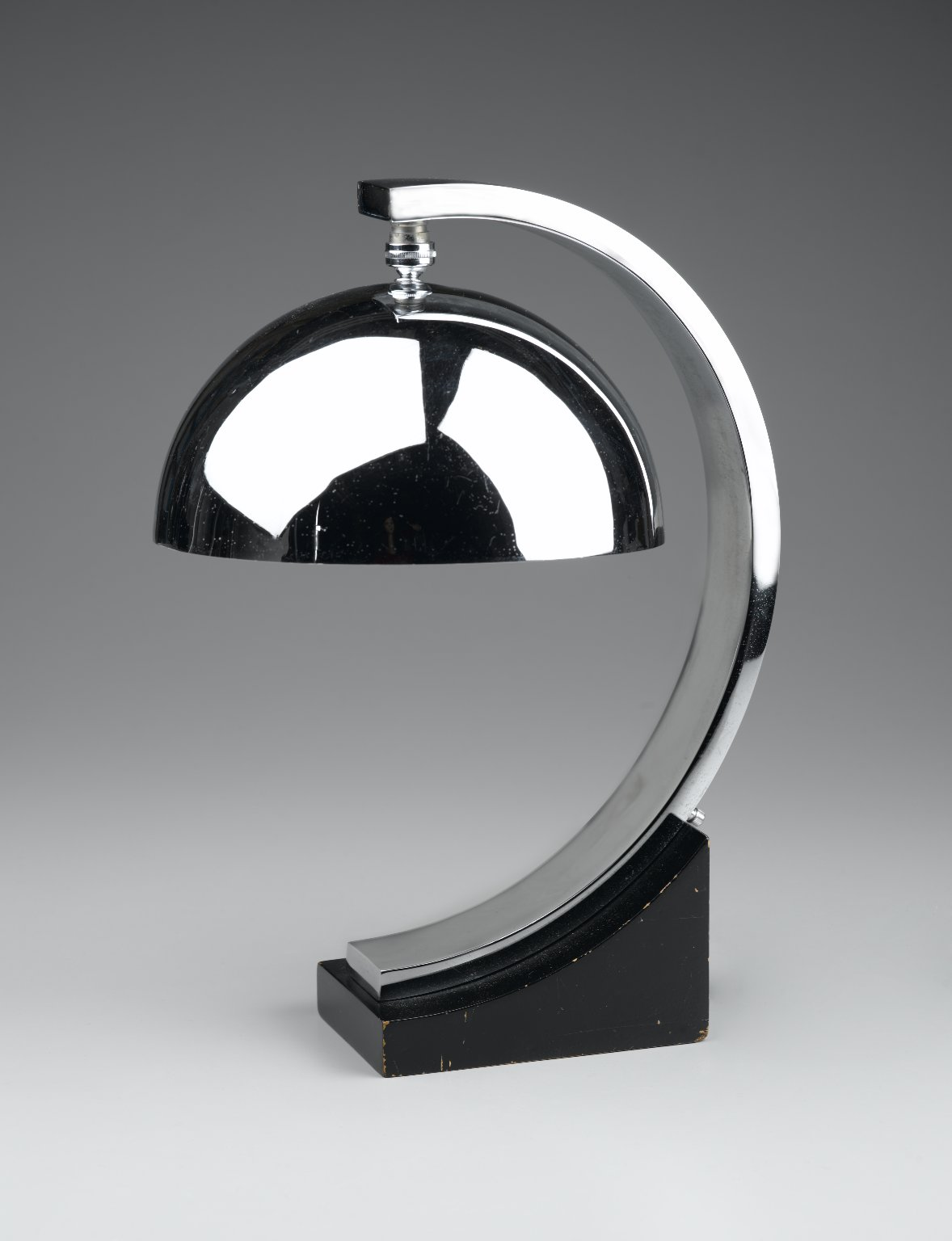
Lámpara de mesa cromada de Donald Deskey (1927-31).
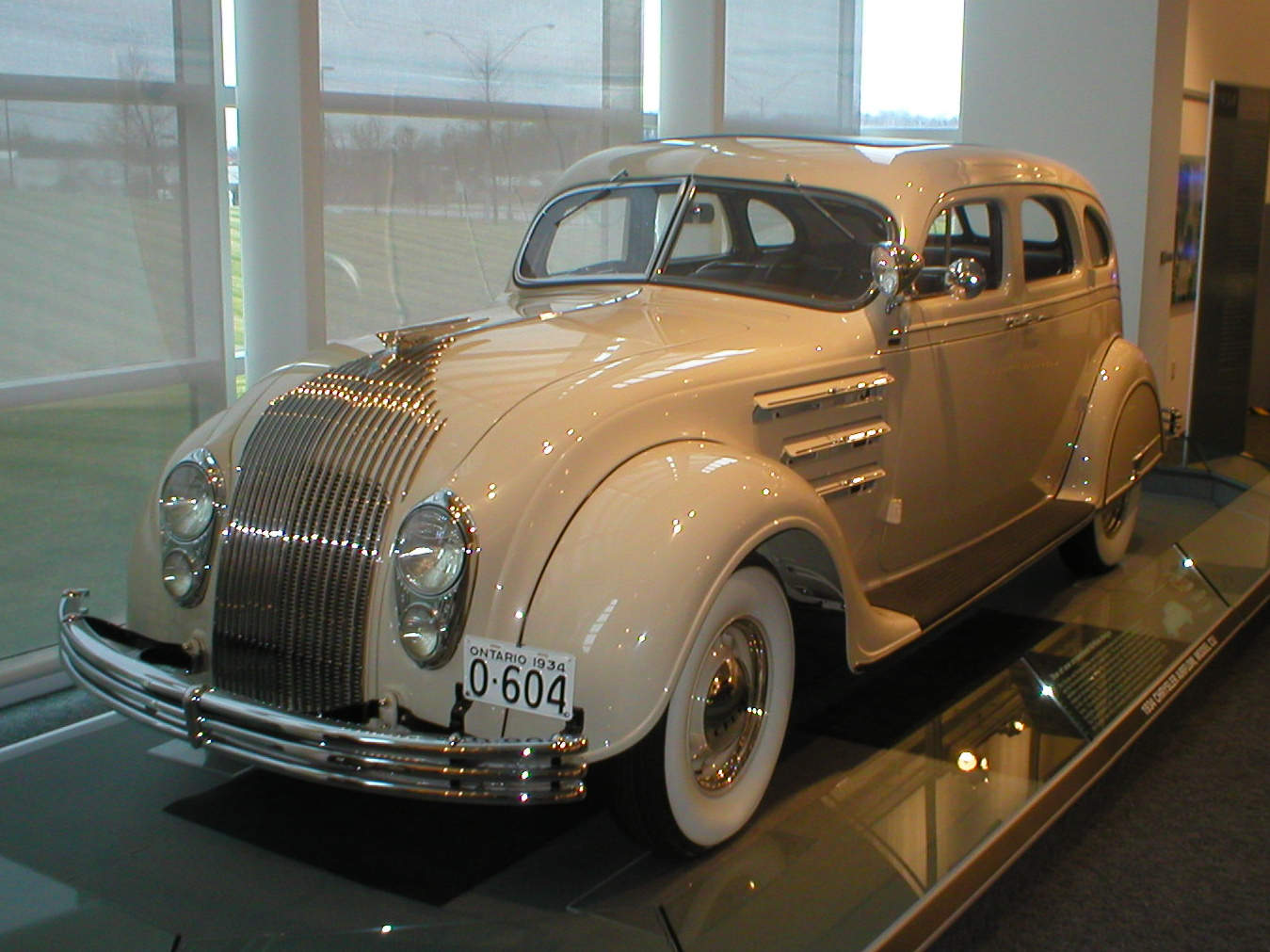
Chrysler Airflow, diseñado por Carl Breer (1934).
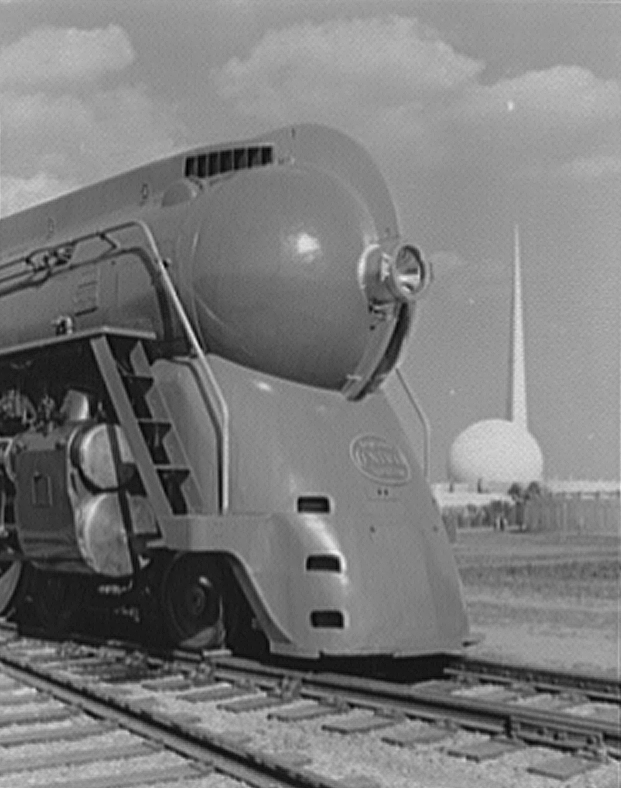
Locomotora aerodinámica del New York Central Railroad (1939).
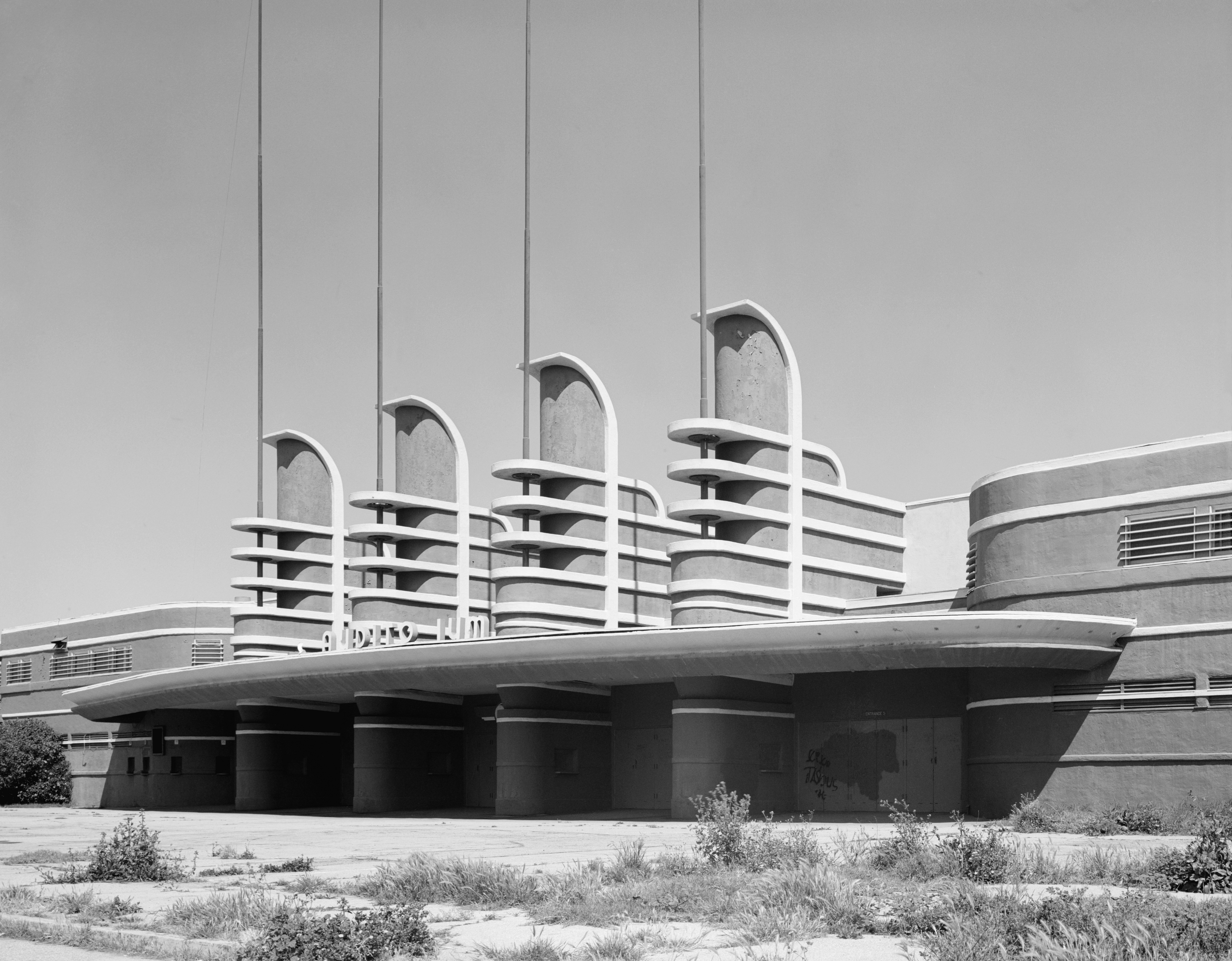
Pan-Pacific Auditorium de Los Ángeles (1935).
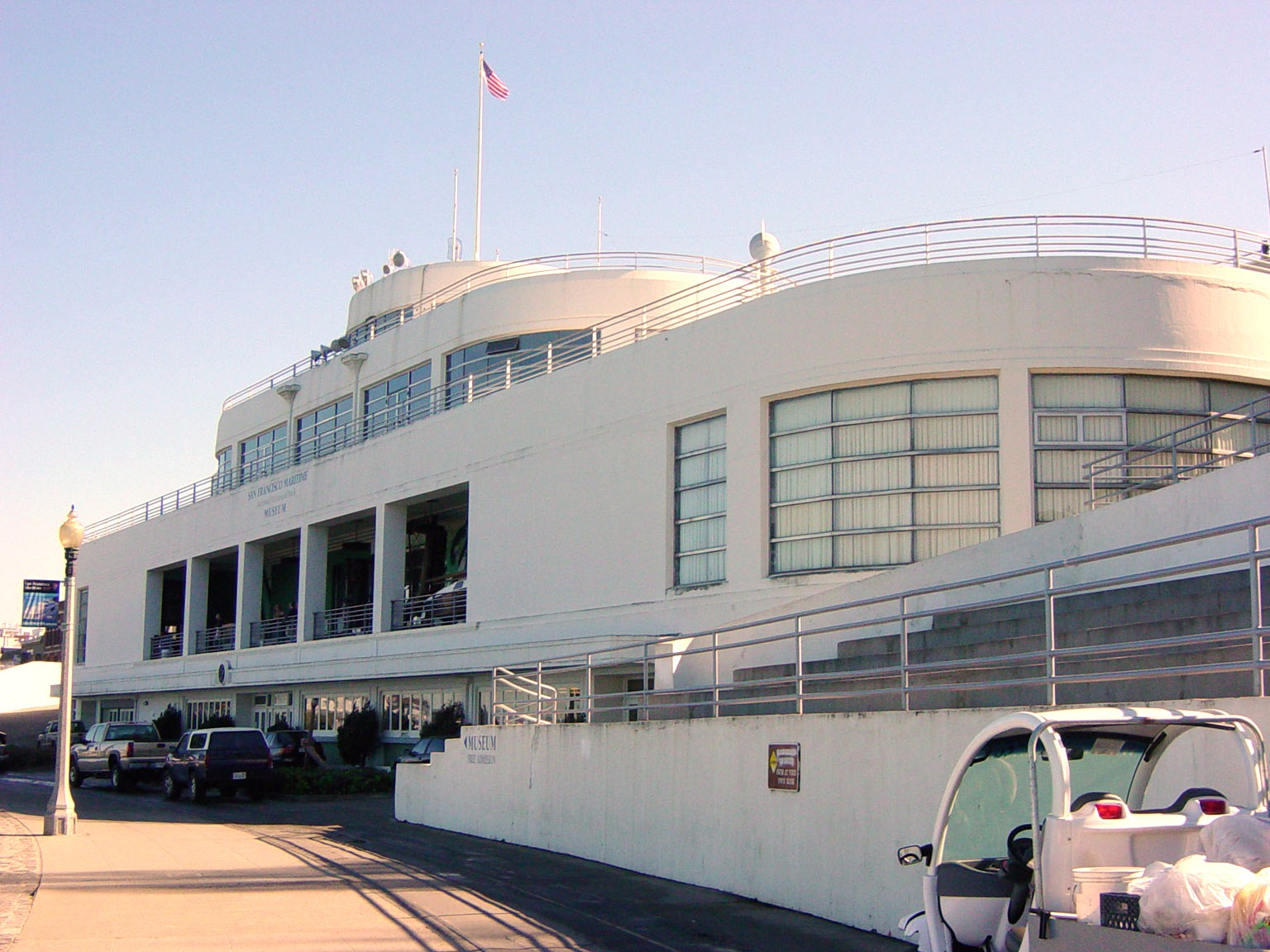
El Museo Marítimo de San Francisco (1936).

Streamline moderne (o Streamline) fue una variedad de Art déco que surgió a mediados de la década de 1930. El estilo arquitectónico era más sobrio y menos decorativo que los edificios Art déco anteriores, más en sintonía con el estado de ánimo sombrío de la Gran Depresión. Los edificios en el estilo a menudo se parecían a barcos con destino a tierra, con esquinas redondeadas, largas líneas horizontales, barandillas de hierro y, a veces, características náuticas. Ejemplos notables incluyen el Museo Marítimo de San Francisco (1936), originalmente construido como una casa de baños públicos junto a la playa, y el Auditorio Pan-Pacific en Los Ángeles, construido en 1935 y cerrado en 1978. Fue declarado monumento histórico, pero fue destruido por un incendio en 1989.
El estilo de decoración y diseño industrial fue influenciado por principios aerodinámicos modernos desarrollados para la aviación y balística para reducir la fricción del aire a altas velocidades. Los diseñadores aplicaron las formas de las balas a automóviles, trenes, barcos e incluso objetos que no estaban destinados a moverse, como refrigeradores, bombas de gas y edificios. Uno de los primeros vehículos de producción en este estilo fue el Chrysler Airflow de 1933. No tuvo éxito comercialmente, pero la belleza y funcionalidad de su diseño sentó un precedente; Streamline moderne significaba modernidad. Continuó utilizándose en el diseño de automóviles mucho después de la Segunda Guerra Mundial.

### Estaciones de tren y aeropuertos

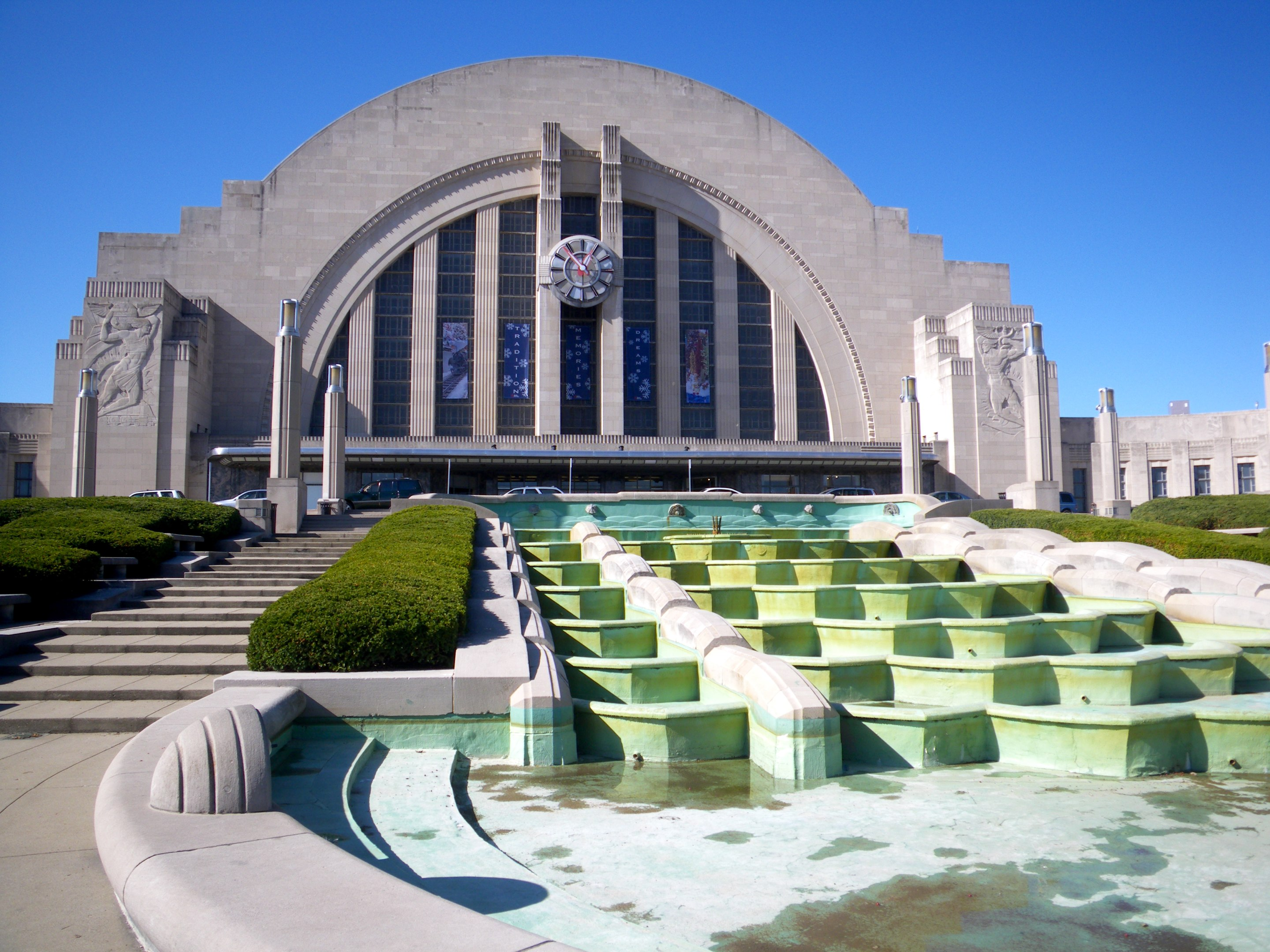
Cincinnati Union Terminal en Ohio (1933) ahora también funciona como museo y centro cultural.
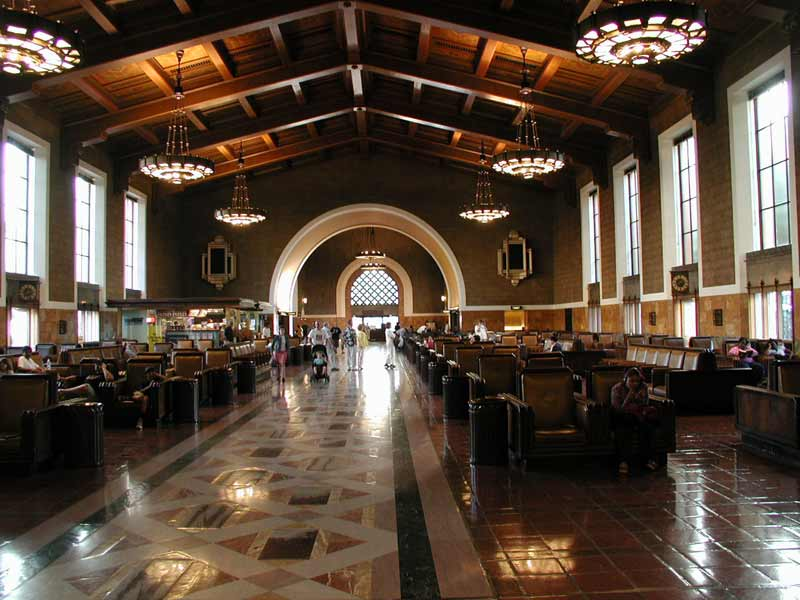
Union Station en Los Ángeles (1939) es una mezcla de Art déco, Streamline moderne y Estilo Misión.
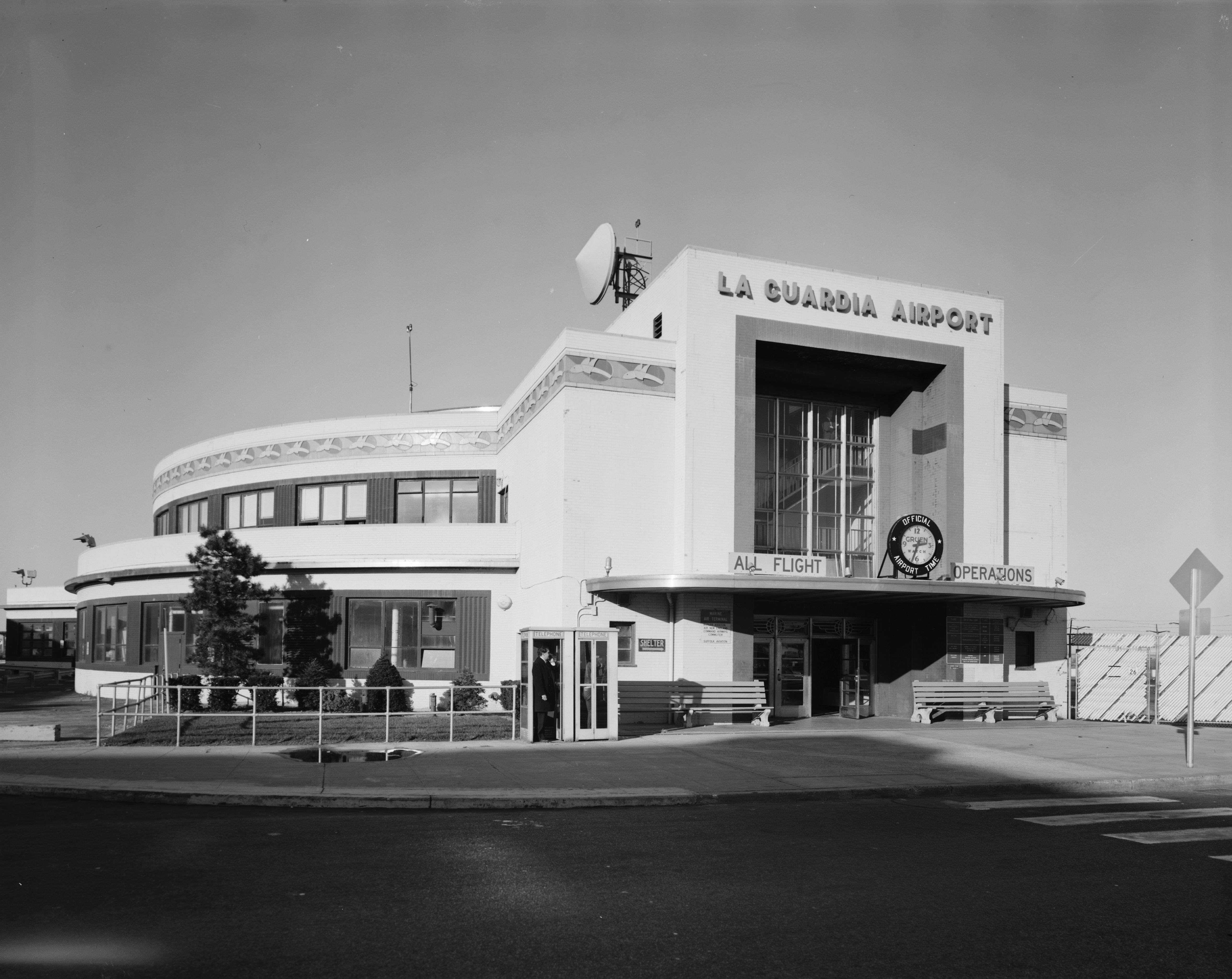
La Terminal Aérea Marina del Aeropuerto LaGuardia (1937).

El Art déco a menudo se asociaba con aviones, trenes y dirigibles y se eligió con frecuencia como el estilo para las nuevas terminales de transporte. La semicúpula de laCincinnati Union Terminal (1933) mide 180 pies (54,9 m) ancho y 106 pies (32,3 m) alto. Después del declive de los viajes por ferrocarril, la mayor parte del edificio se convirtió para otros usos, incluido el Cincinnati Museum Center, aunque todavía se utiliza como estación de Amtrak.
La Terminal Aérea Marina del Aeropuerto LaGuardia, construida en 1939, fue la primera terminal para vuelos internacionales desde Nueva York; sirvió a los hidroaviones de Pan American World Airways que aterrizaron en el puerto. Sobrevivió a la destrucción y todavía contiene un notable mural Art Deco llamado Flight, que fue destruido y luego restaurado en la década de 1980.
La Union Station en Los Ángeles fue diseñada parcialmente por John Parkinson y Donald B. Parkinson (los Parkinson), quienes también habían diseñado el Ayuntamiento de Los Ángeles y otros edificios emblemáticos de la ciudad. La estructura combina el Art déco, Estilo Misión y Streamline moderne, con detalles arquitectónicos como estrellas de ocho puntas e incluso elementos de la arquitectura del Renacimiento colonial neerlandés.

### Hoteles, resorts y el estilo de Miami Beach

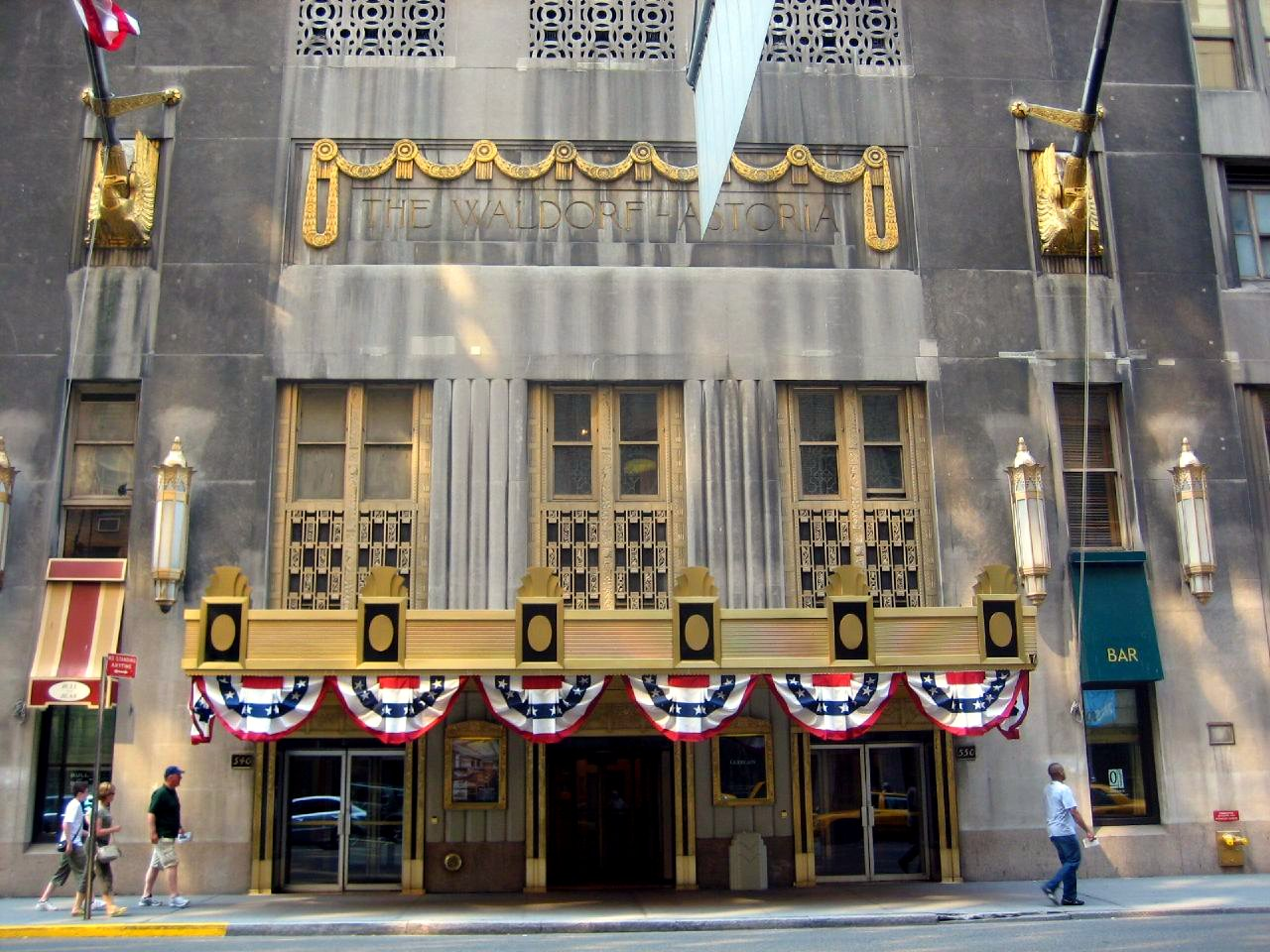
Entrada del Hotel Waldorf Astoria (1929).
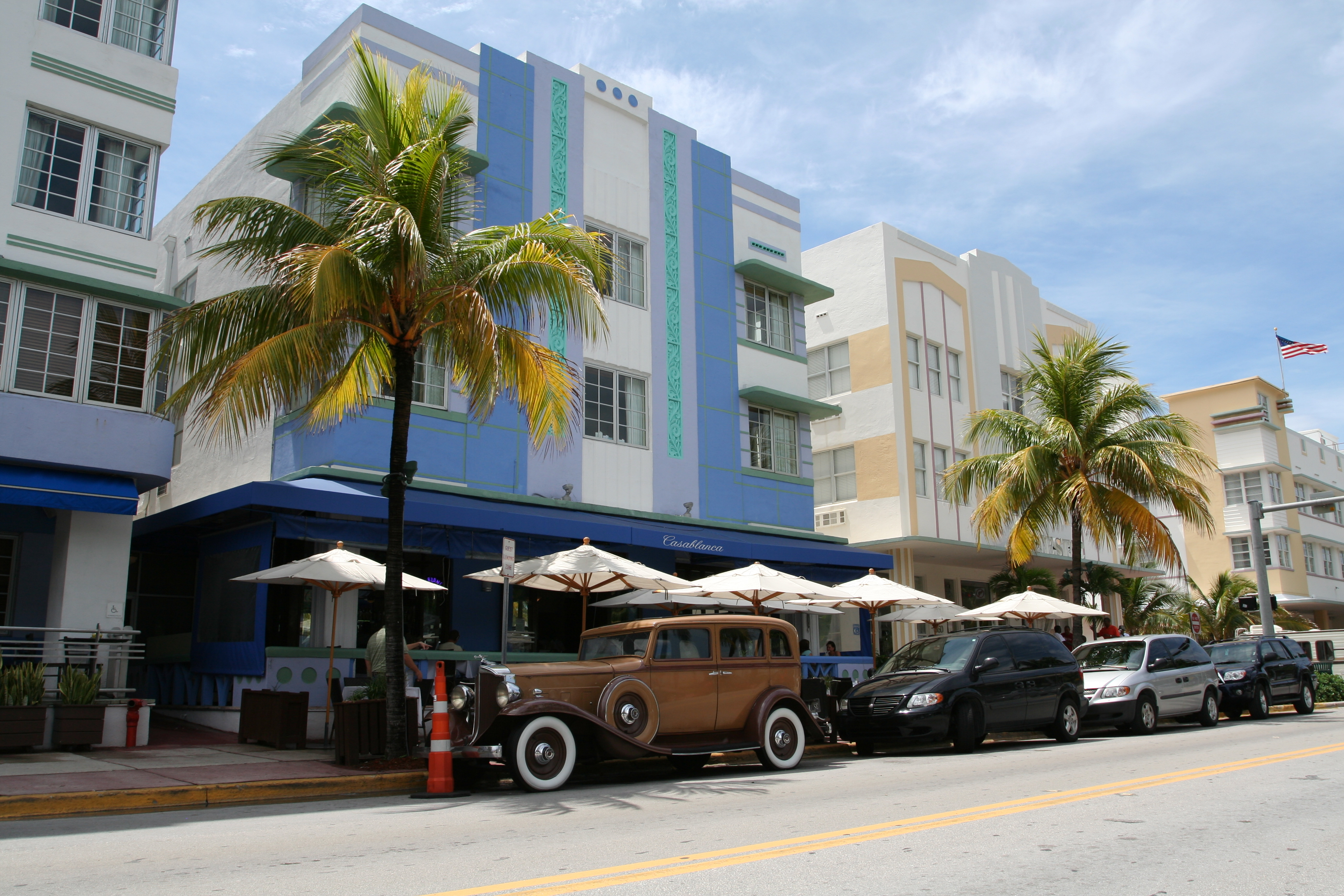
Distrito histórico arquitectónico de Miami Beach de 1920 a 1930.
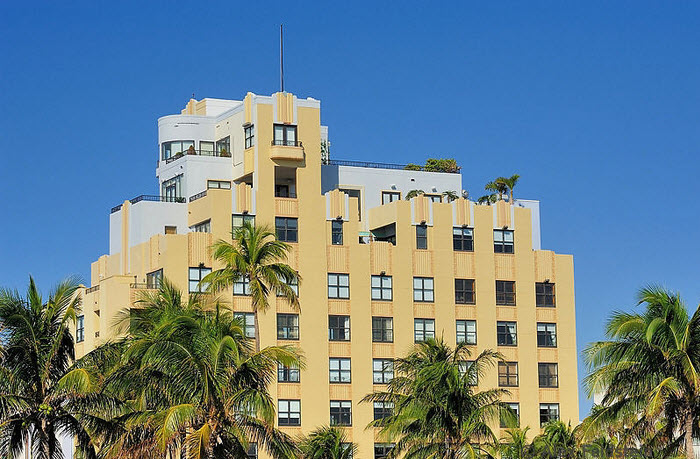
The Tides Hotel en Ocean Drive en Miami Beach (1933).
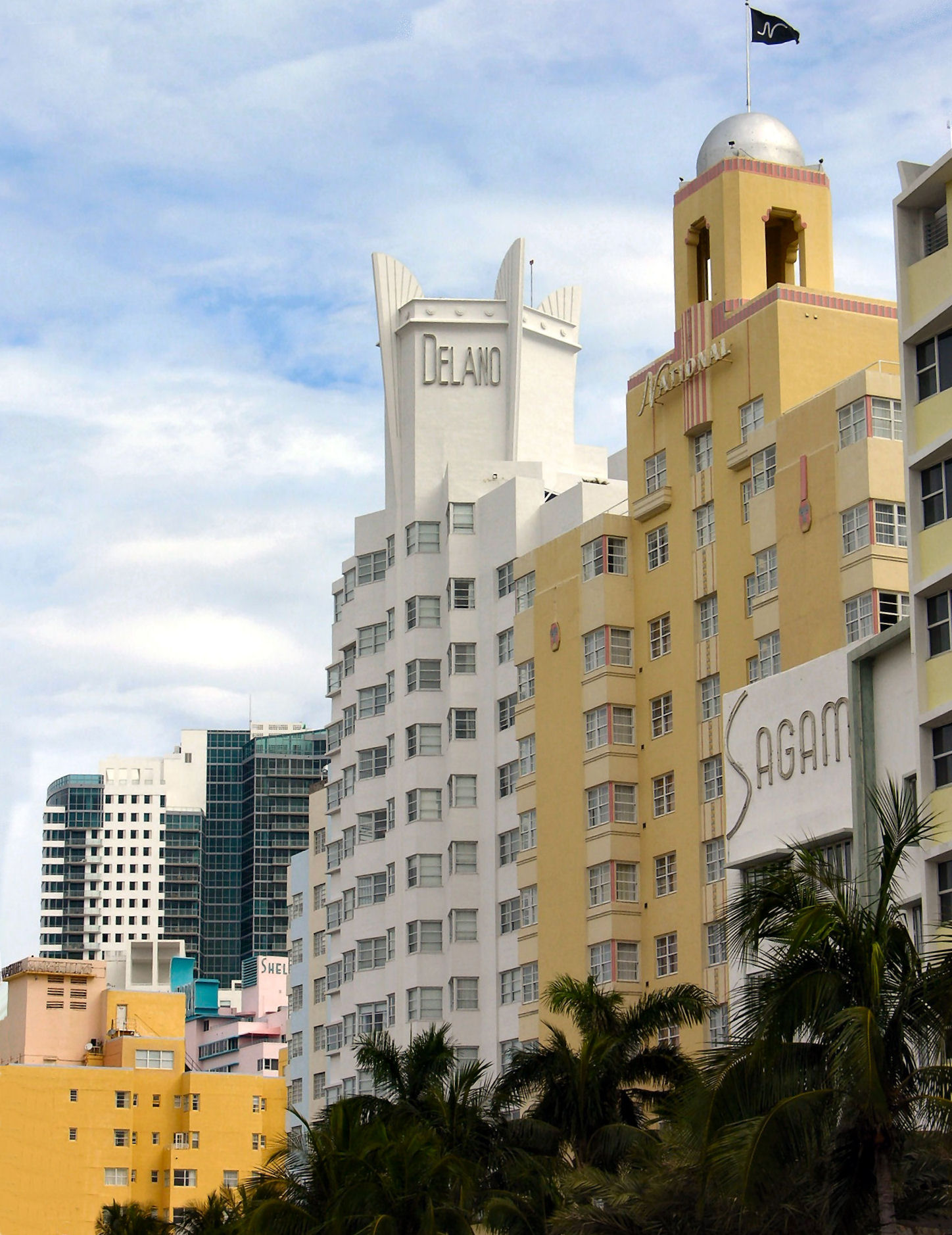
El Delano South Beach (1947) y National Hotel (1943) en Miami Beach.

El período Art déco vio un enorme aumento en los viajes y el turismo, por trenes, automóviles y aviones. Se construyeron varios hoteles de lujo con el nuevo estilo; el Waldorf-Astoria en Park Avenue en la ciudad de Nueva York, construido en 1929 para reemplazar un edificio de estilo Beaux Arts de la década de 1890, era el hotel más alto y más grande del mundo cuando se construyó.
La ciudad de Miami Beach, Florida desarrolló su propia variante particular de Art déco, y el estilo siguió siendo popular allí hasta finales de la década de 1940, mucho después de otras ciudades estadounidenses. Se convirtió en un destino turístico popular en las décadas de 1920 y 1930, atrayendo particularmente a visitantes del noreste de los Estados Unidos durante el invierno. Se construyó una gran cantidad de hoteles Art déco, que se han agrupado en un área histórica, el Distrito histórico arquitectónico de Miami Beach, y se han conservado, y muchos han sido restaurados a su apariencia original. El distrito tiene un área de aproximadamente un kilómetro cuadrado y contiene hoteles y residencias secundarias, todos aproximadamente a la misma altura, ninguno más alto de doce o trece pisos. La mayoría tiene características art déco clásicas; formas geométricas claras distribuidas horizontalmente; características aerodinámicas aerodinámicas; y a menudo una torre central que rompe la horizontal, coronada por una aguja o cúpula. Una característica particular del Art déco de Miami es la paleta de colores pastel, que se alternan con estuco blanco. La decoración presenta garzas, conchas marinas, palmeras y amaneceres y atardeceres. La iluminación de neón en la noche resalta el ambiente Art déco.

### Restaurantes y estaciones de servicio

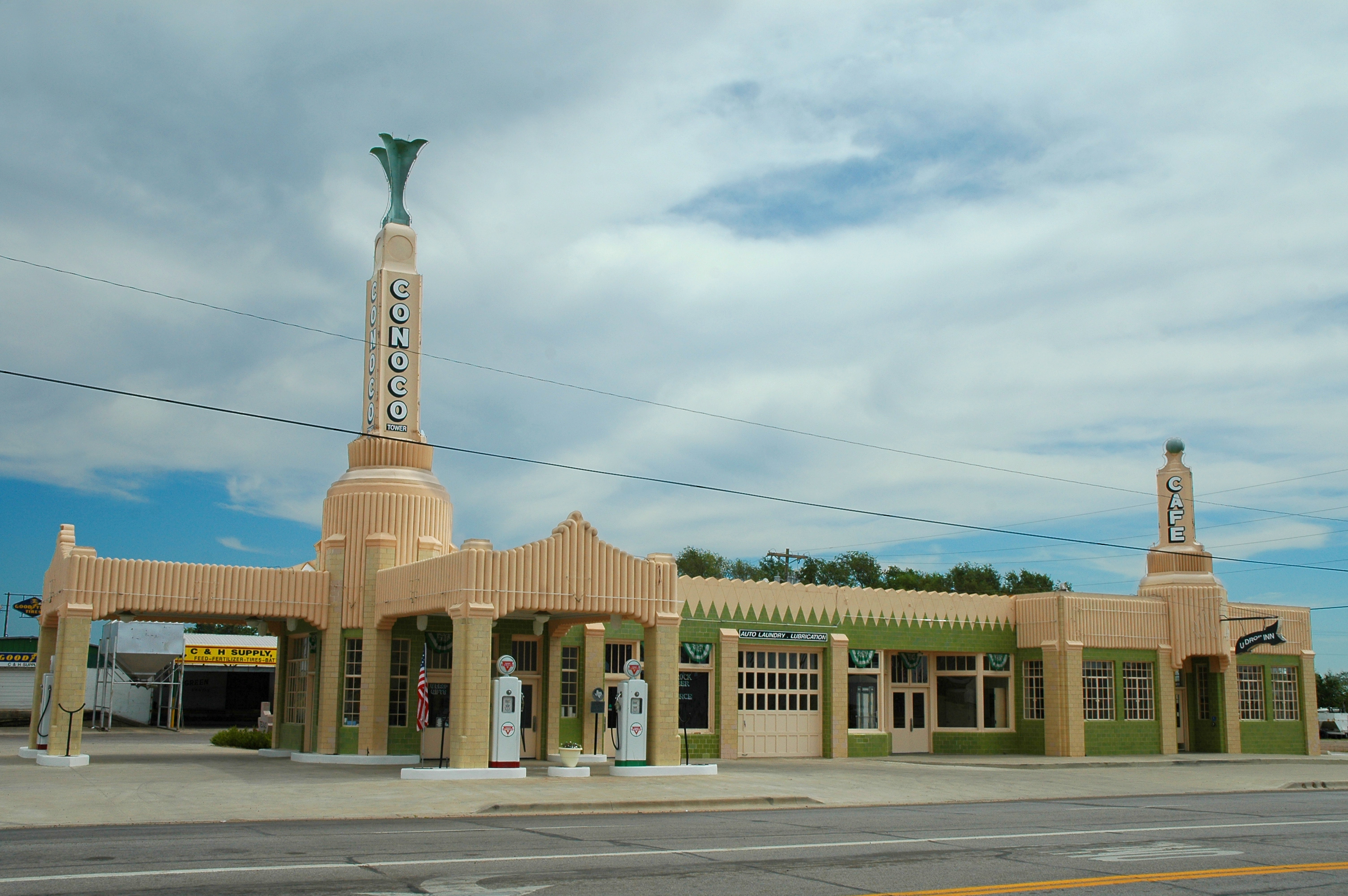
El U-Drop Inn, una gasolinera y restaurante al borde de la Ruta 66 en Shamrock, Texas (1936).
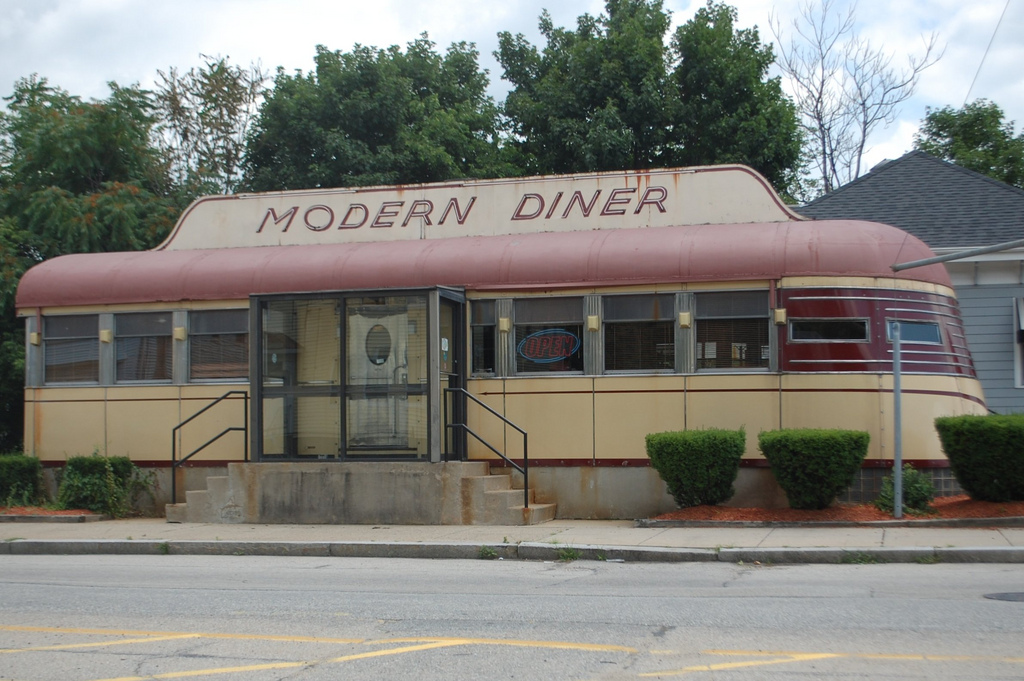
El restaurante Modern Diner en Pawtucket, Rhode Island (1940), sigue el modelo de un vagón de ferrocarril aerodinámico.

Debido a su alto costo de construcción, el art déco generalmente se usaba solo en grandes edificios de oficinas, edificios gubernamentales y teatros, pero a veces se usaba en estructuras más pequeñas, como restaurantes y estaciones de servicio, particularmente a lo largo de las carreteras. Un ejemplo notable es el U-Drop Inn en Shamrock, Texas ubicado a lo largo de la US Highway 66. Fue construido en 1936 y ahora es propiedad de la ciudad de Shamrock y es un hito histórico.
A fines de la década de 1930 y principios de la de 1940, varios comensales se inspiraron en los vagones de trenes aerodinámicos y aparecieron en diferentes ciudades de los Estados Unidos. En algunos casos, los vagones de ferrocarril reales se transformaron en comensales. Algunos sobreviven, incluido el Modern Diner en Pawtucket, Rhode Island que es un hito registrado.

## Bellas artes

### Murales

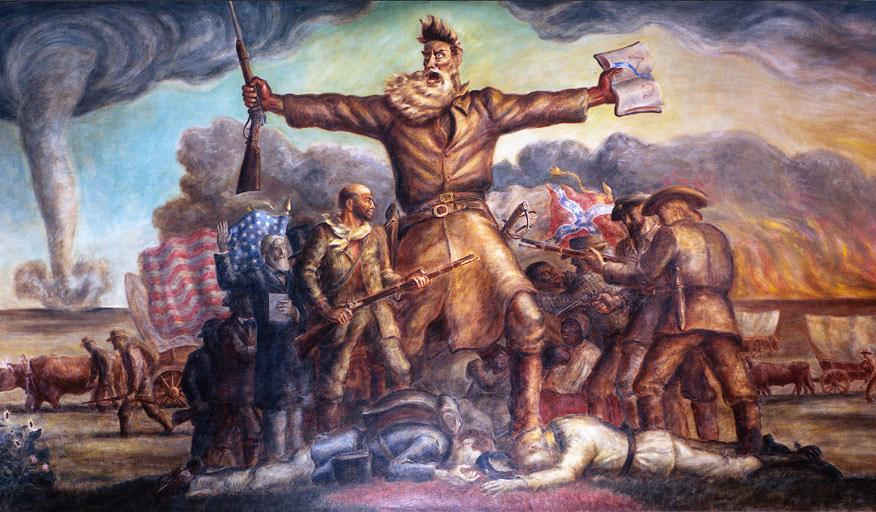
Mural "Trágico Preludio" que representa al abolicionista John Brown en el edificio del Kansas State Capitol por John Steuart Curry (1930).
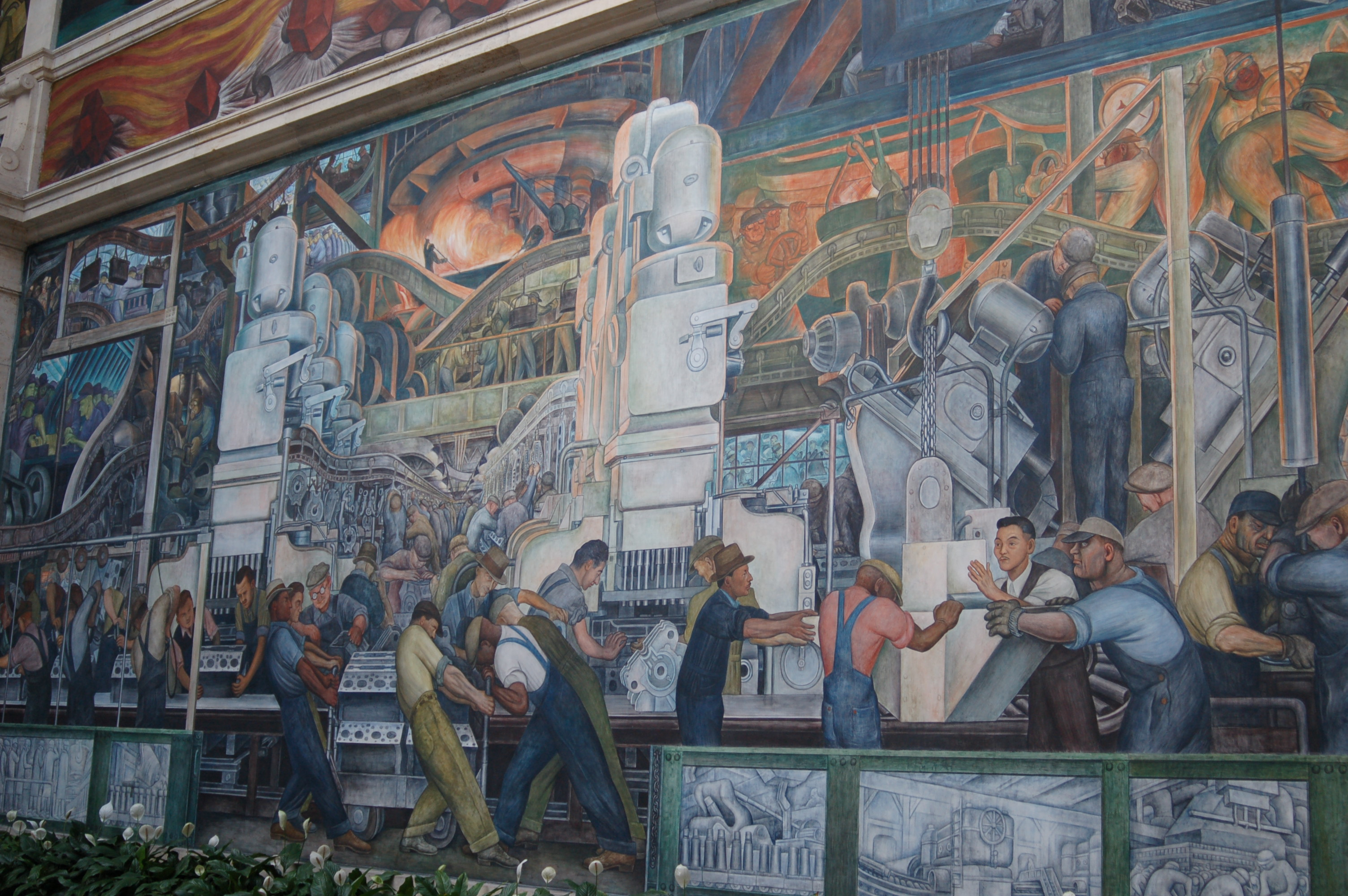
Parte del mural "Detroit Industry" de Diego Rivera en el Instituto de Artes de Detroit (1932-1933).
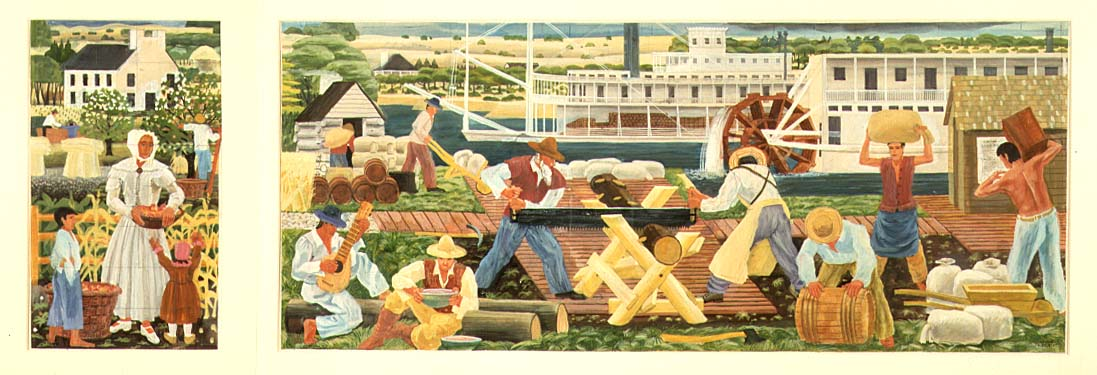
Una porción de un mural que representa la historia del sur de Illinois, encargado por el Proyecto de Arte Federal para la Biblioteca de la Universidad del Sur de Illinois (1935).
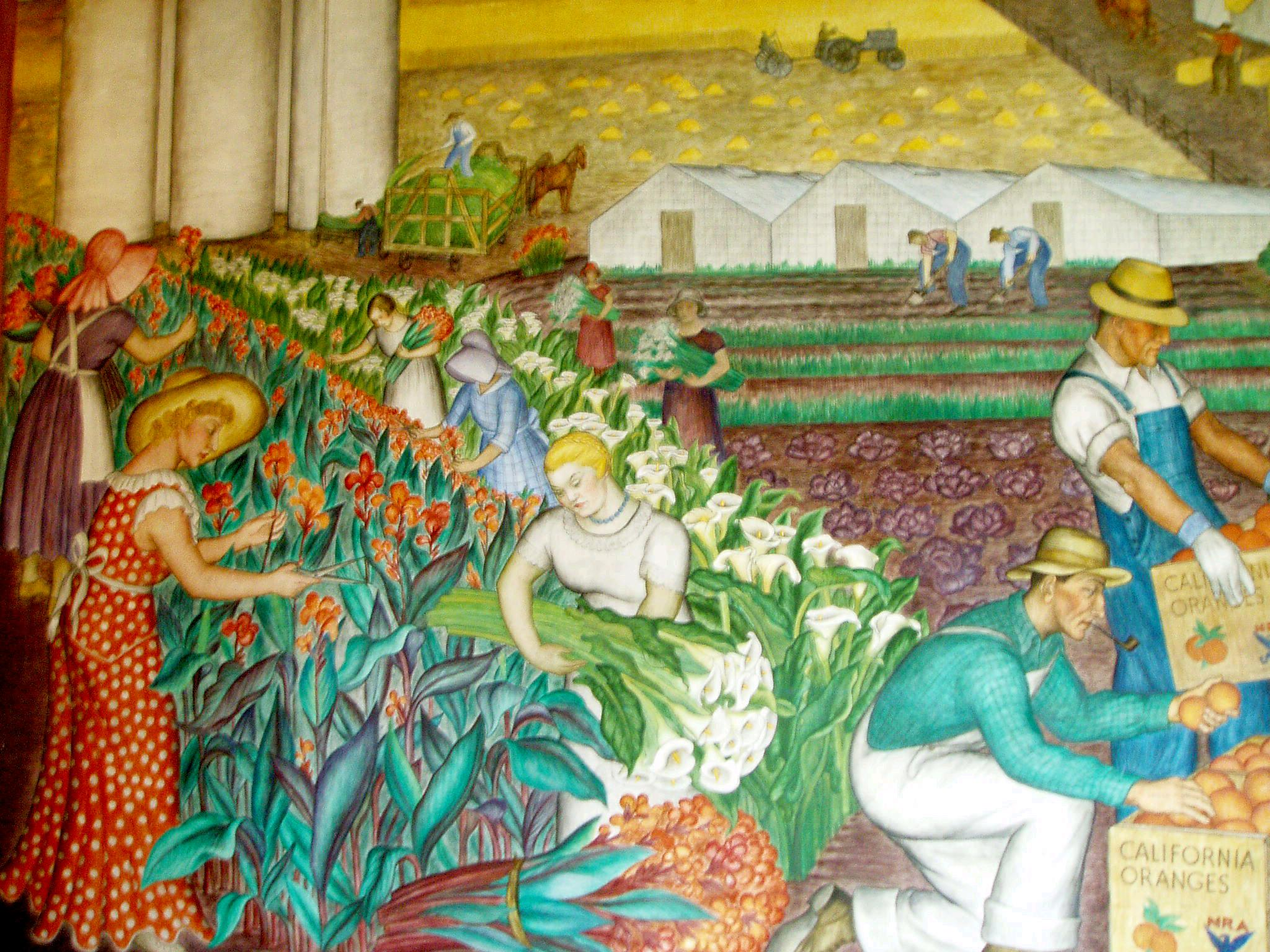
Una porción de California de Maxine Albro, en el interior de la Torre Coit en San Francisco (1934).
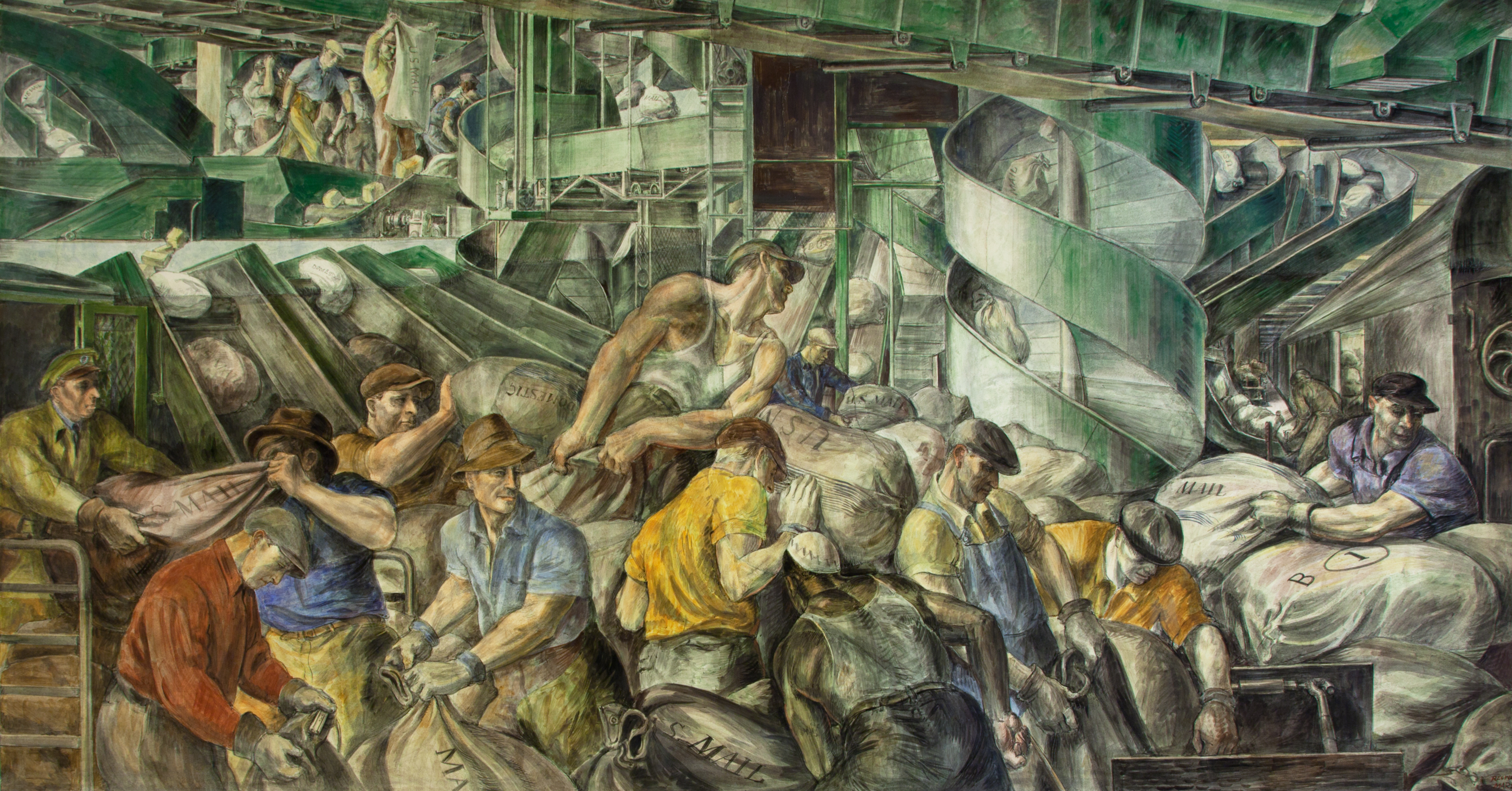
Trabajadores clasificando el correo, un mural en la Aduana de los Estados Unidos en Nueva York por Reginald Marsh (1936).
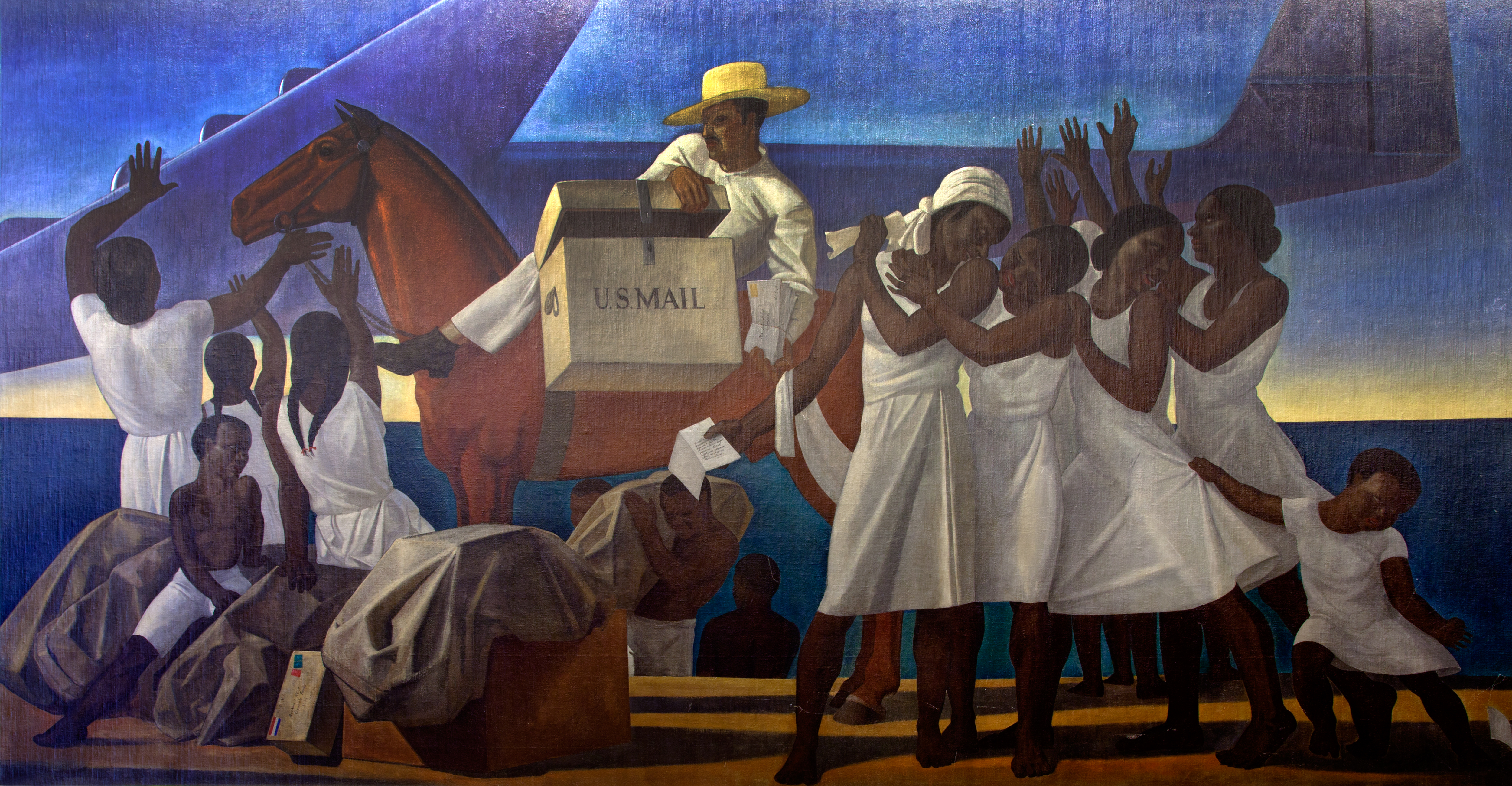
Arte mural en los trópicos de Rockwell Kent en el Edificio Federal William Jefferson Clinton (1938).

No había un estilo de pintura art déco específico en los Estados Unidos, aunque las pinturas se usaban a menudo como decoración, especialmente en edificios gubernamentales y edificios de oficinas. En el 1932 se creó el Proyecto de Obras Públicas de Arte para dar trabajo a artistas desempleados a causa de la Gran Depresión. En un año, encargó más de quince mil obras de arte. Fue sucedido en 1935 por el Federal Arts Project de la Works Progress Administration, o WPA. El Federal Art Project encargó a destacados artistas estadounidenses que pintaran murales en edificios gubernamentales, hospitales, aeropuertos, escuelas y universidades. Algunos de los artistas más famosos de Estados Unidos, incluidos Grant Wood, Reginald Marsh, Georgia O'Keeffe y Maxine Albro participaron en el programa. El célebre pintor mexicano Diego Rivera también participó en el programa, pintando un mural. Las pinturas tenían una variedad de estilos, incluido el regionalismo, el realismo social y la pintura escénica estadounidense.
También se encargaron algunos murales para rascacielos Art déco, en particular el Rockefeller Center en Nueva York. Se encargaron dos murales para el vestíbulo, uno de John Steuart Curry y otro de Diego Rivera. Los propietarios del edificio, la familia Rockefeller, descubrieron que Rivera, había pintado una imagen de Lenin entre la multitud, por lo que no se le permitió terminar el mural y fue destruido al año siguiente. El mural fue reemplazado por otro del artista español José María Sert.

### Escultura

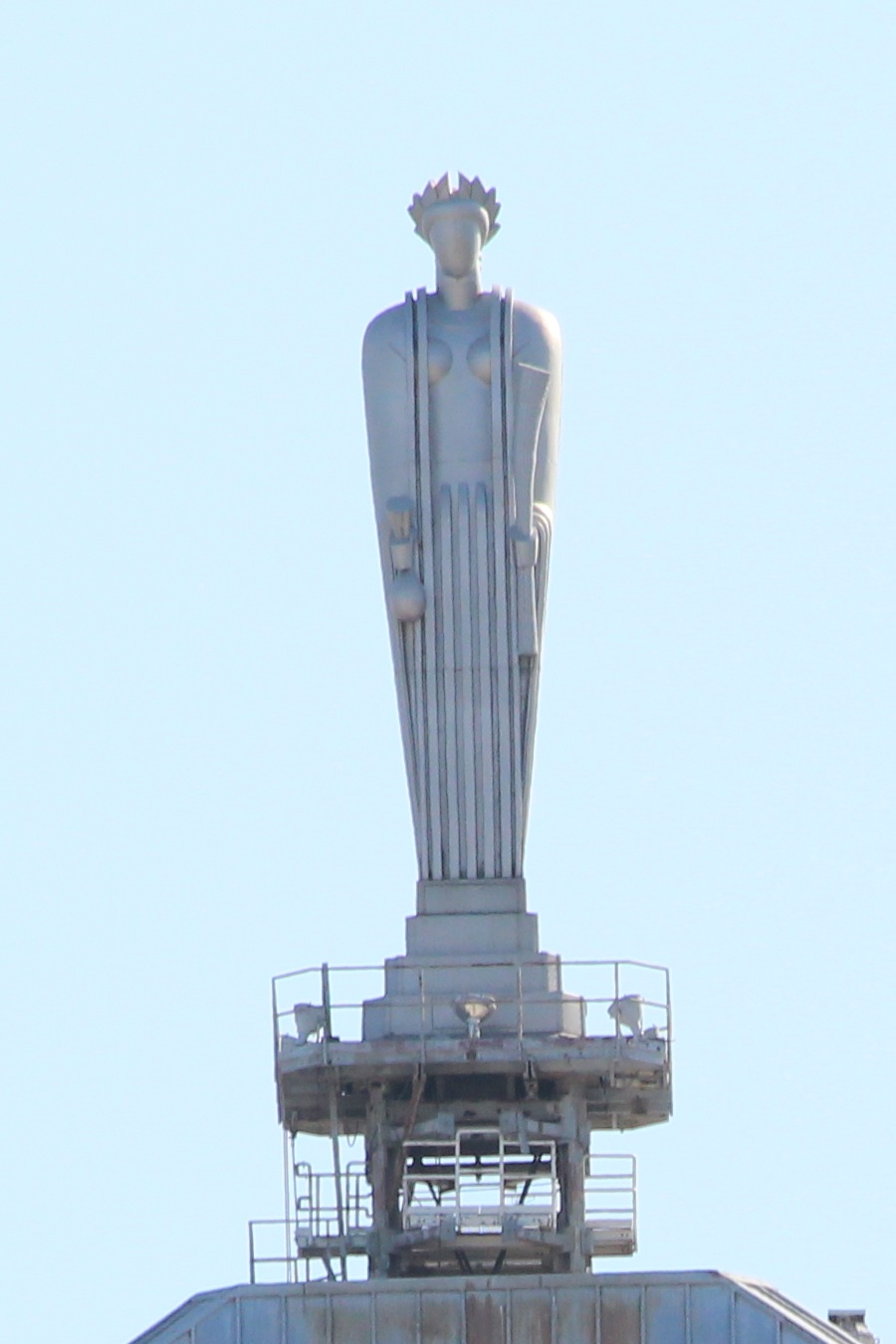
Estatua de aluminio de Ceres en lo alto del Chicago Board of Trade de Chicago (1930).
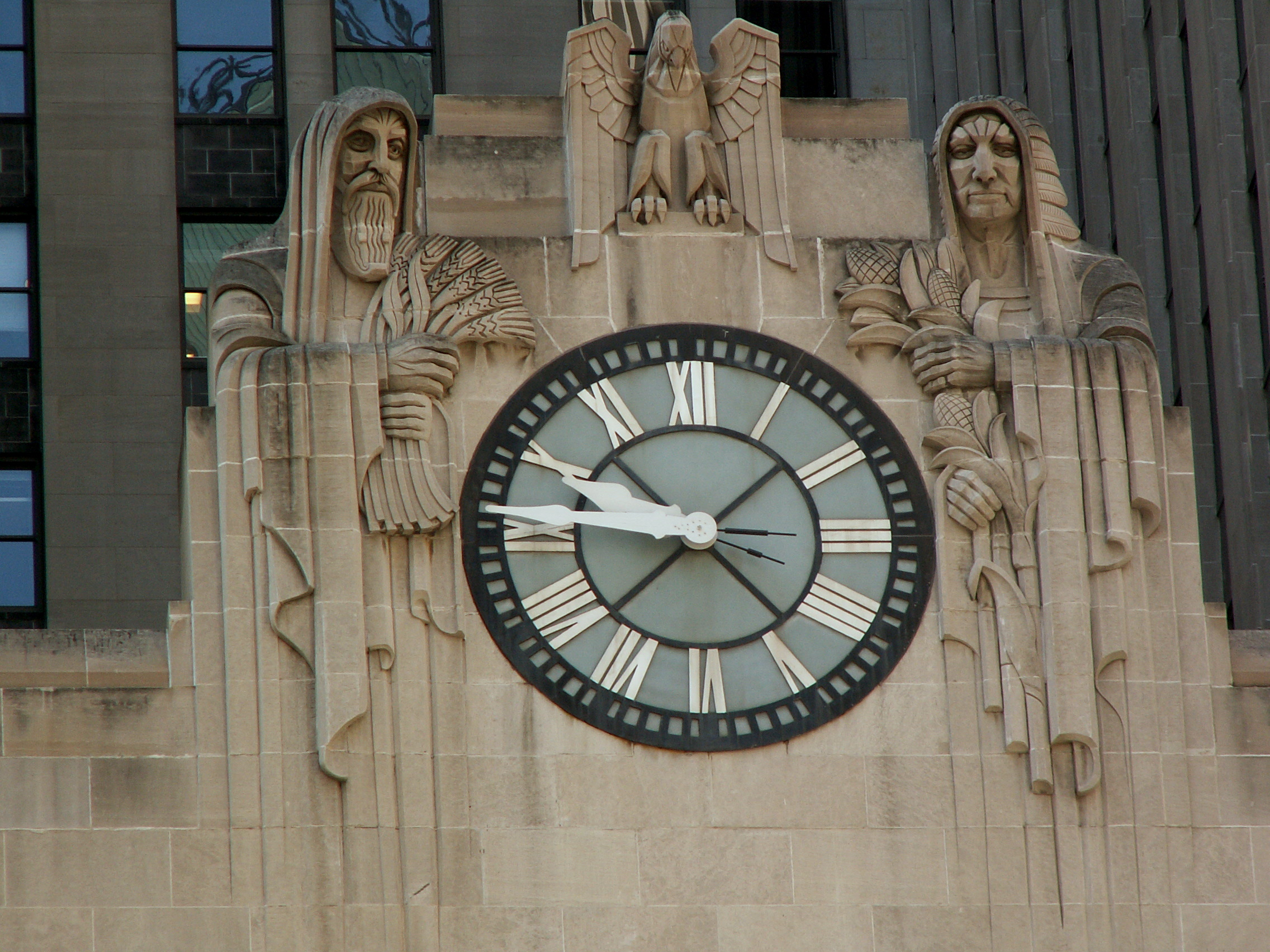
Reloj del Chicago Board of Trade (1930).
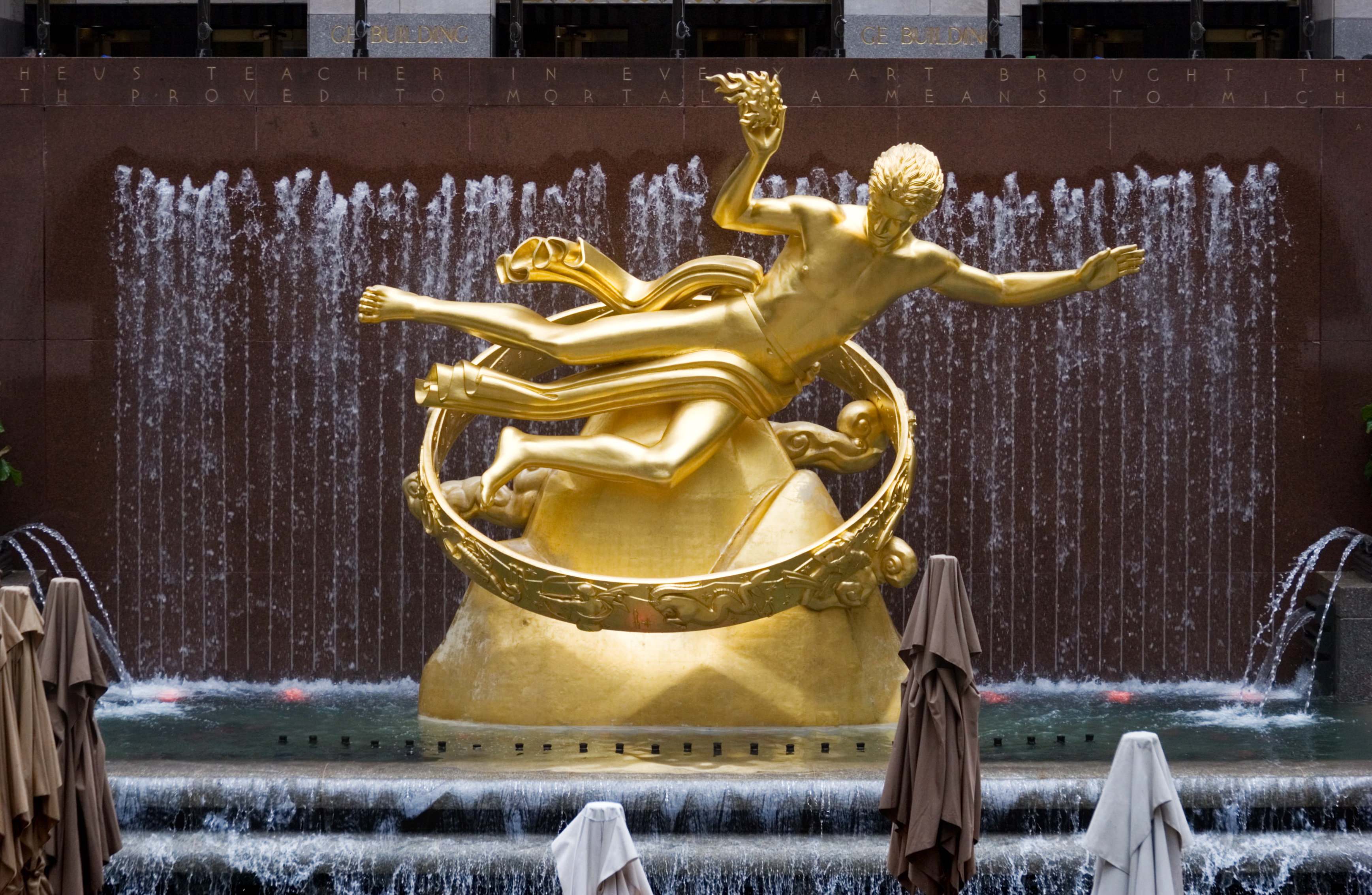
Estatua de Prometeo de Paul Manship en el Rockefeller Center (1934).
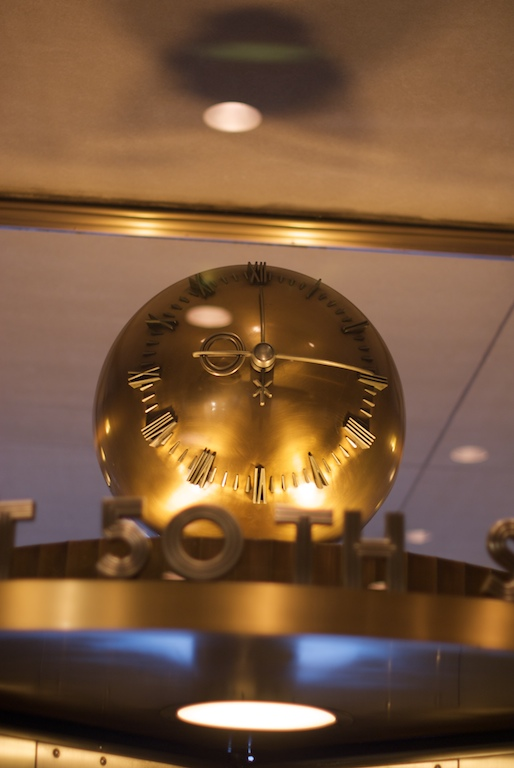
Reloj del vestíbulo en el Rockefeller Center.
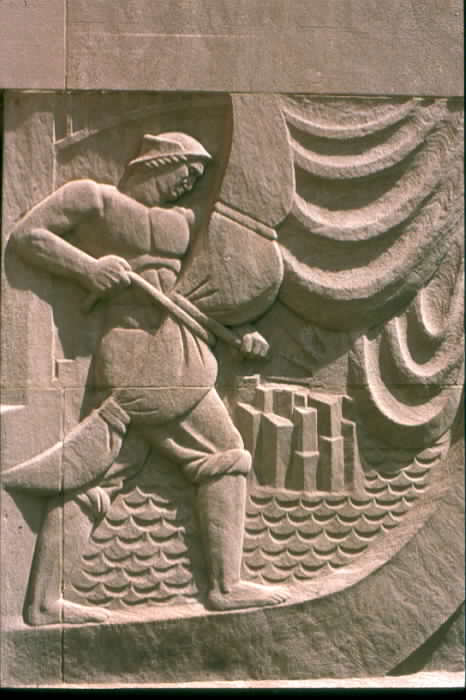
Escultura en la pared del Rockefeller Center.
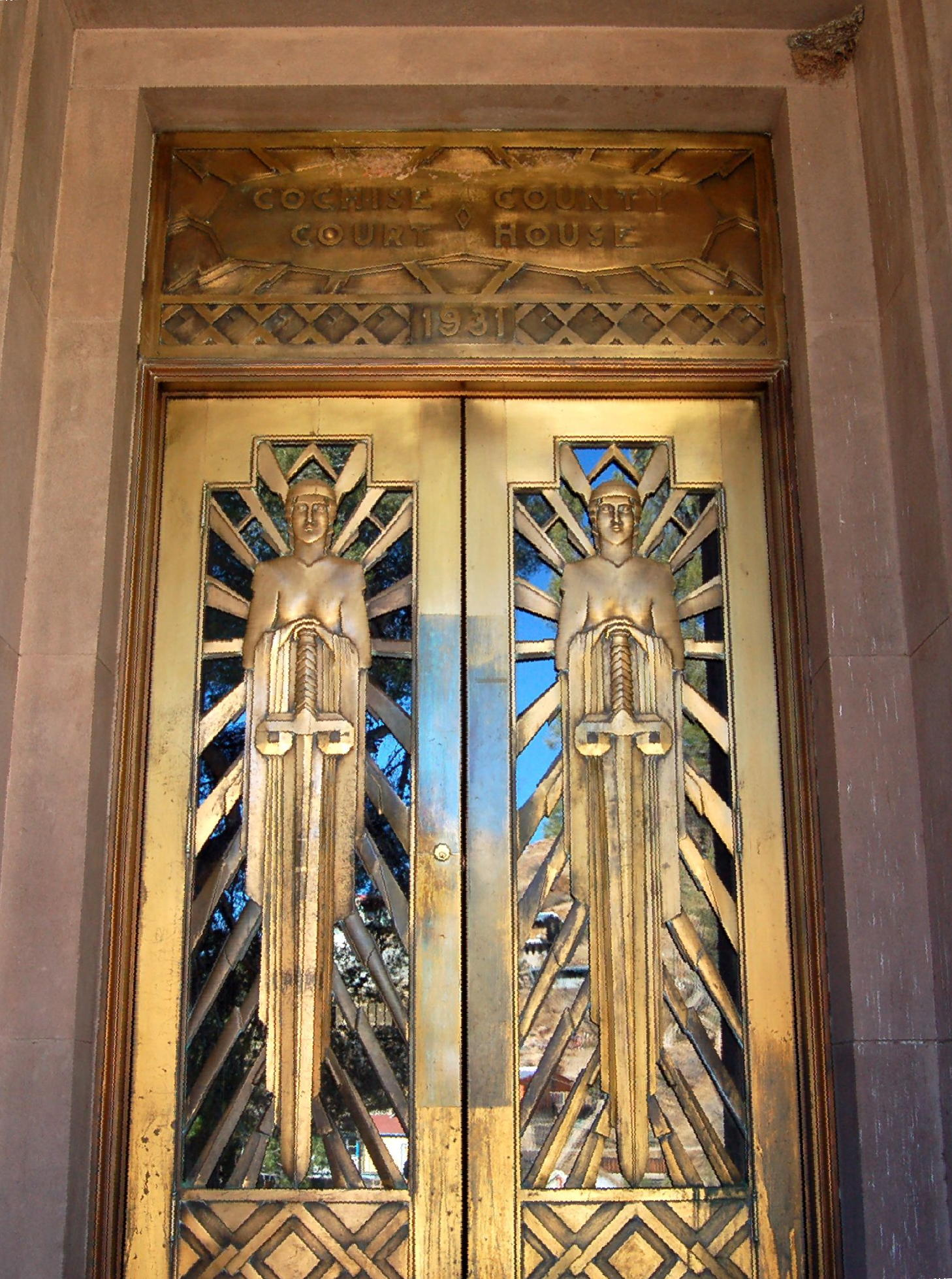
Puertas del Palacio de justicia del Condado de Cochise en Bisbee, Arizona.

Una de las esculturas art déco más grandes es la estatua de Ceres, la diosa del grano y la fertilidad, en la parte superior del Chicago Board of Trade. Hecho de aluminio, mide 9,4 metros (31 pies) de altura y pesa 6.500 libras. Se eligió a Ceres porque la Chicago Board of Trade era uno de los mercados de cereales y materias primas más grandes del mundo.

### Artes gráficas

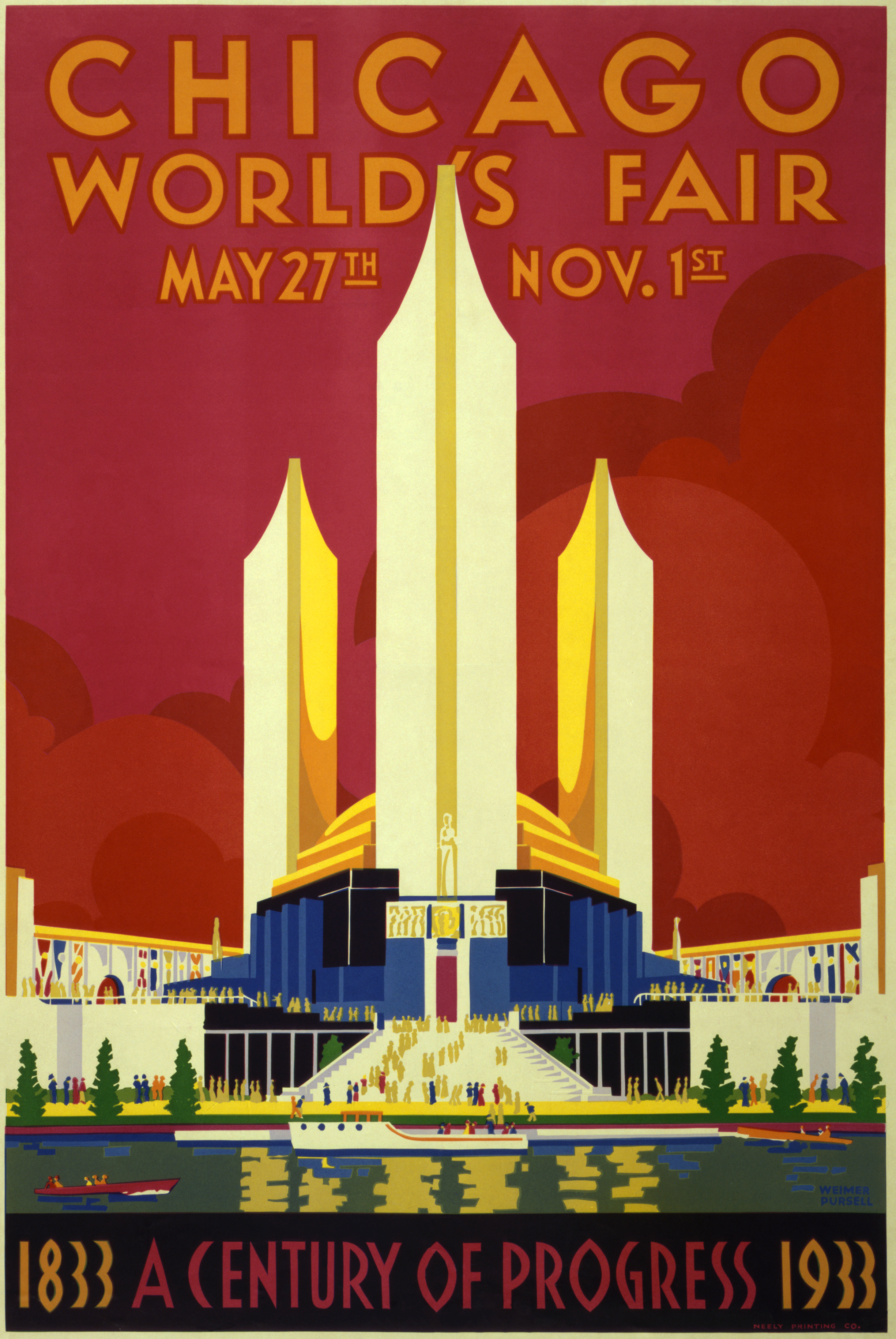
Cartel de la Exposición Universal de Chicago (1933).
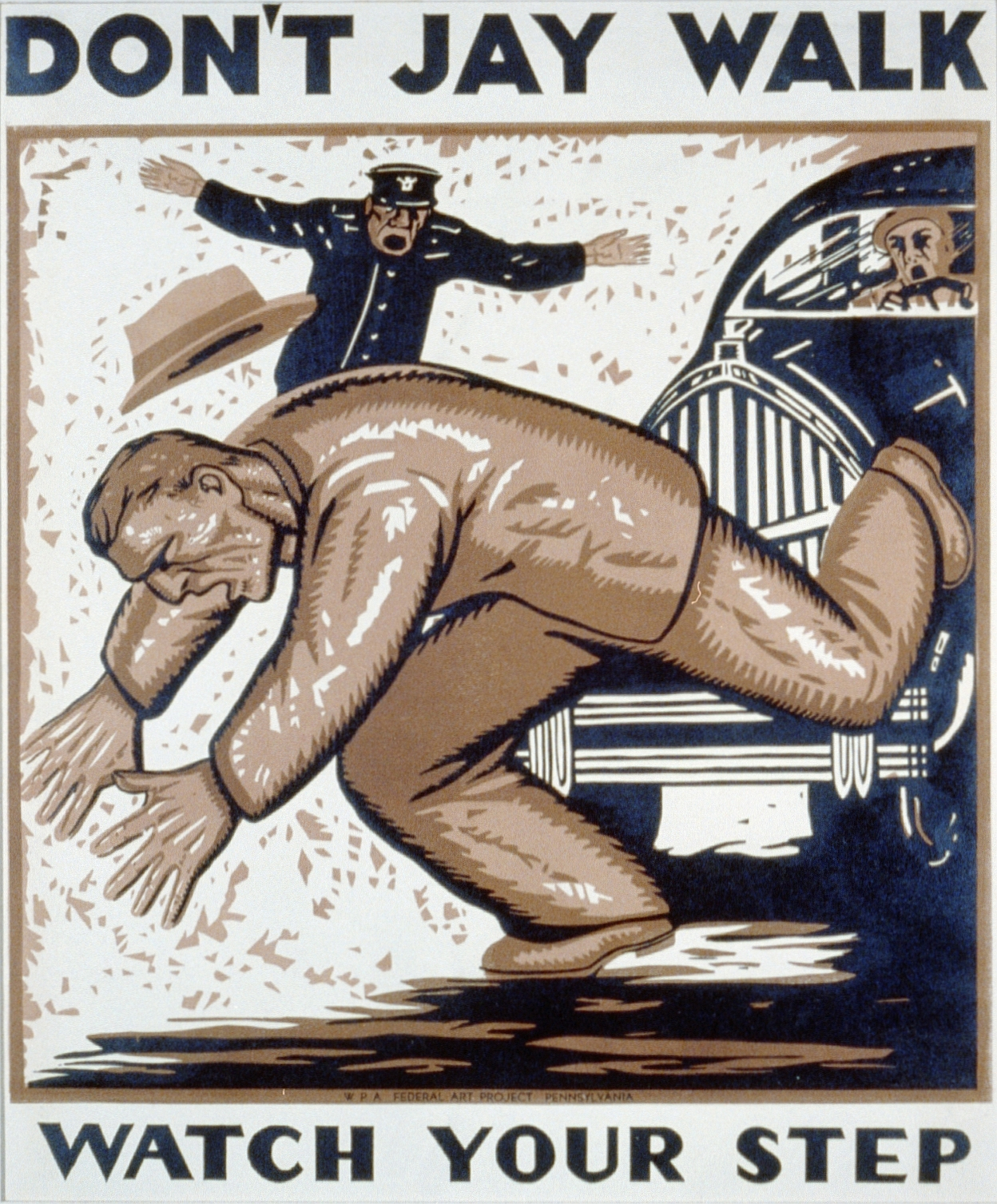
Cartel de la WPA advirtiendo contra cruzar la calle a contraluz (1937).
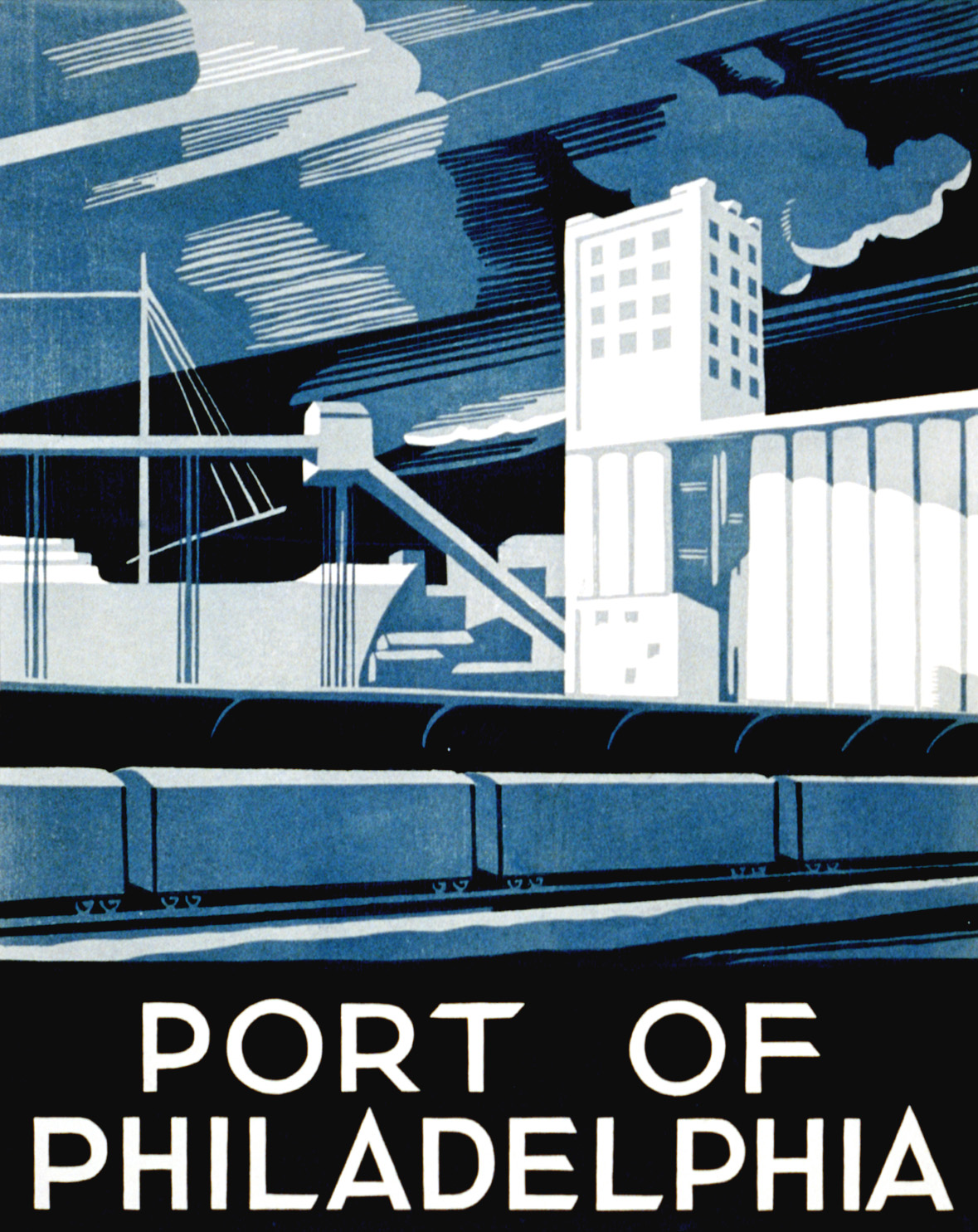
Cartel publicitario de la WPA Puerto de Filadelfia (1937).
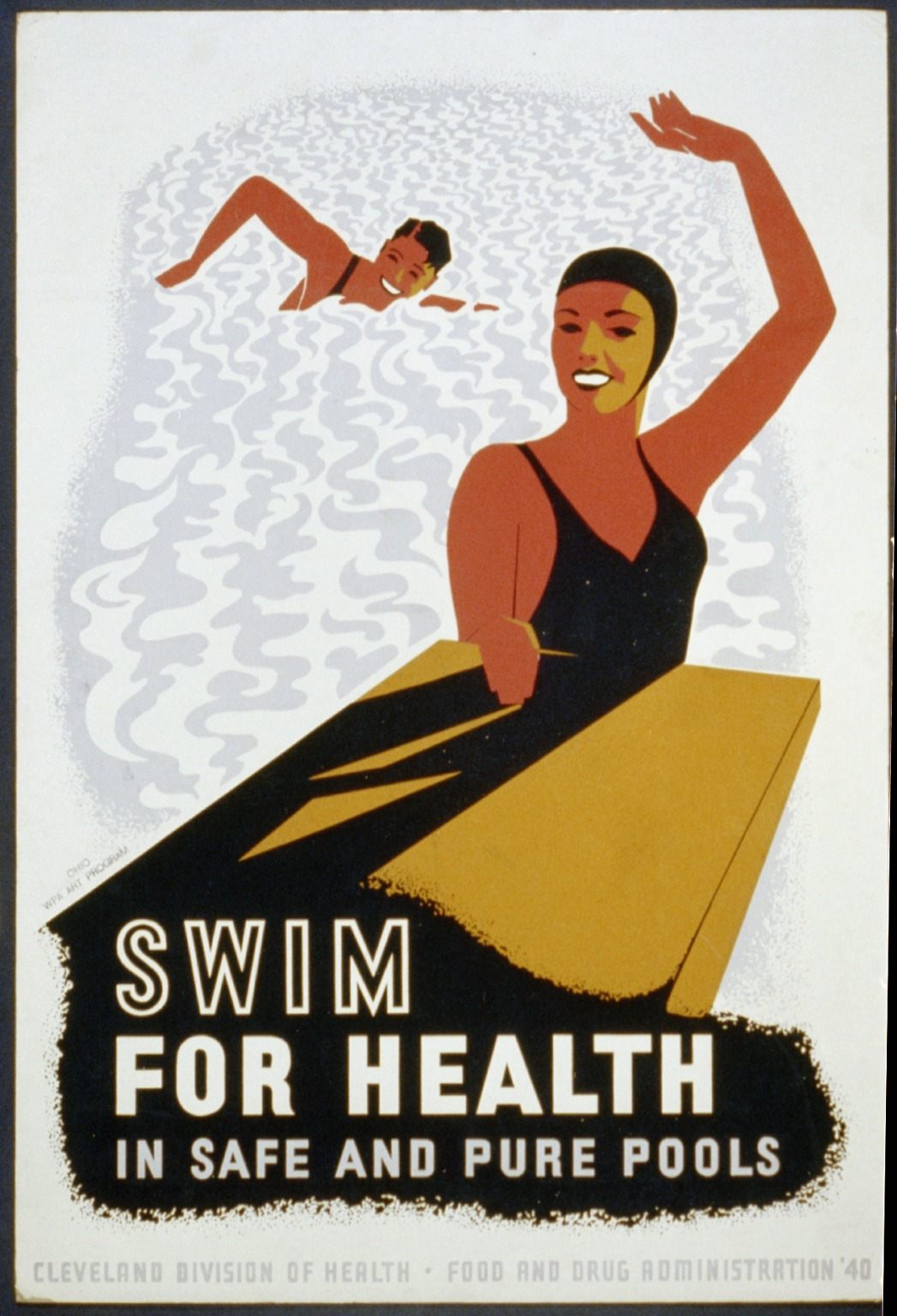
Póster de la WPA "Swim for Health" (1938).
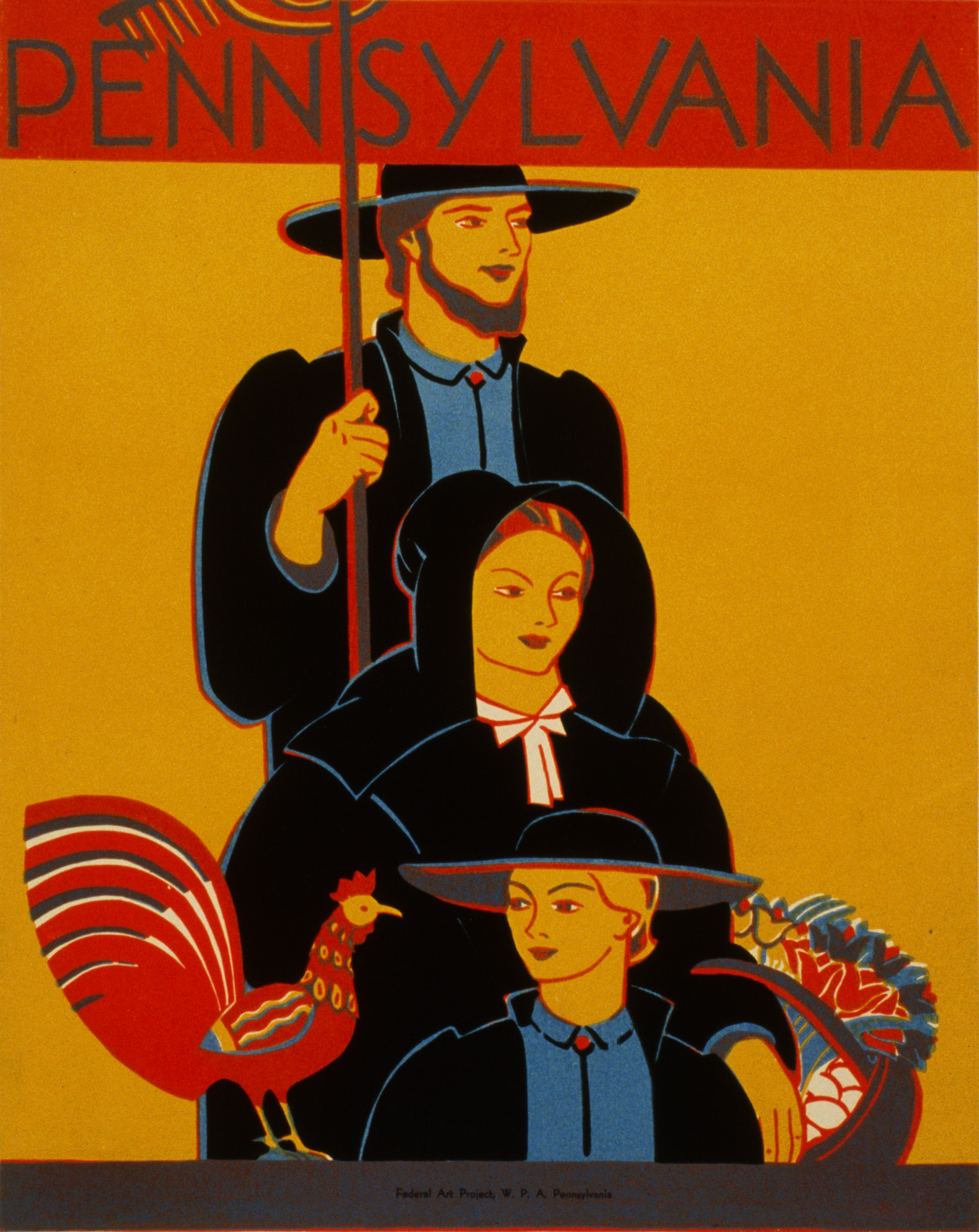
Póster de promoción de turismo de la WPA para el estado de Pensilvania (1938).

El estilo art déco apareció temprano en las artes gráficas, en los años previos a la Primera Guerra Mundial. Apareció en París en los carteles y los diseños de vestuario de Léon Bakst para los Ballets Rusos, y en los catálogos de los diseñadores de moda Paul Poiret. Las ilustraciones de George Barbier y Georges Lepape y las imágenes de la revista de moda La Gazette capturaron a la perfección la elegancia y sensualidad del estilo. En la década de 1920, la apariencia cambió; las modas destacadas eran más desenfadadas, deportivas y atrevidas, con las modelos femeninas habitualmente fumando cigarrillos. Revistas de moda estadounidenses como Vogue, Vanity Fair y Harper's Bazaar rápidamente adoptaron el nuevo estilo y lo popularizaron en Estados Unidos. También influyó en el trabajo de ilustradores de libros estadounidenses como Rockwell Kent.
En la década de 1930, apareció un nuevo género de carteles en los Estados Unidos durante la Gran Depresión. El Federal Art Project contrató a artistas estadounidenses para crear carteles para promover el turismo y los eventos culturales.